# Tabernaemontana
Tabernaemontana ist eine Pflanzengattung innerhalb der Familie der Hundsgiftgewächse (Apocynaceae). Die 100 bis 120 Arten sind in den Tropen bis Subtropen der ganzen Welt weitverbreitet.

## Beschreibung

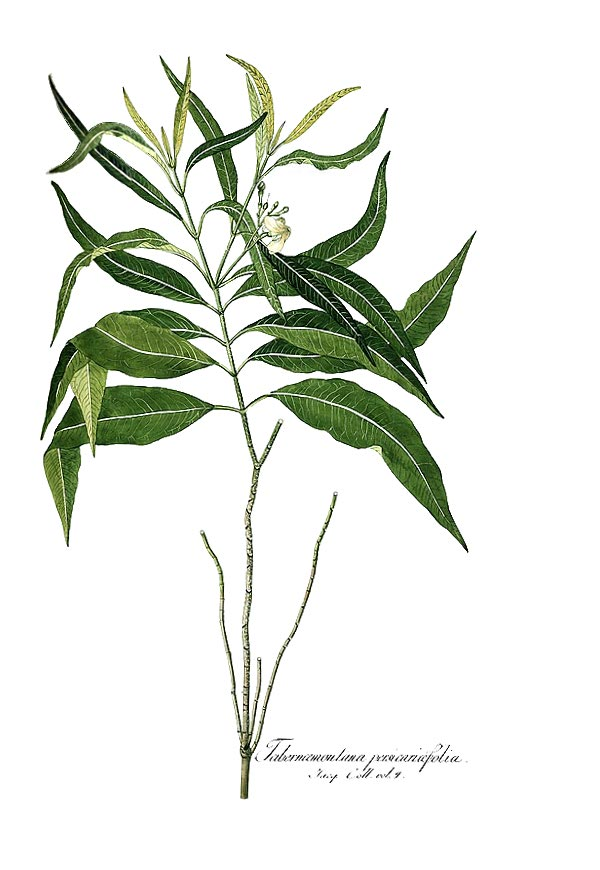
Illustration von Tabernaemontana persicariifolia

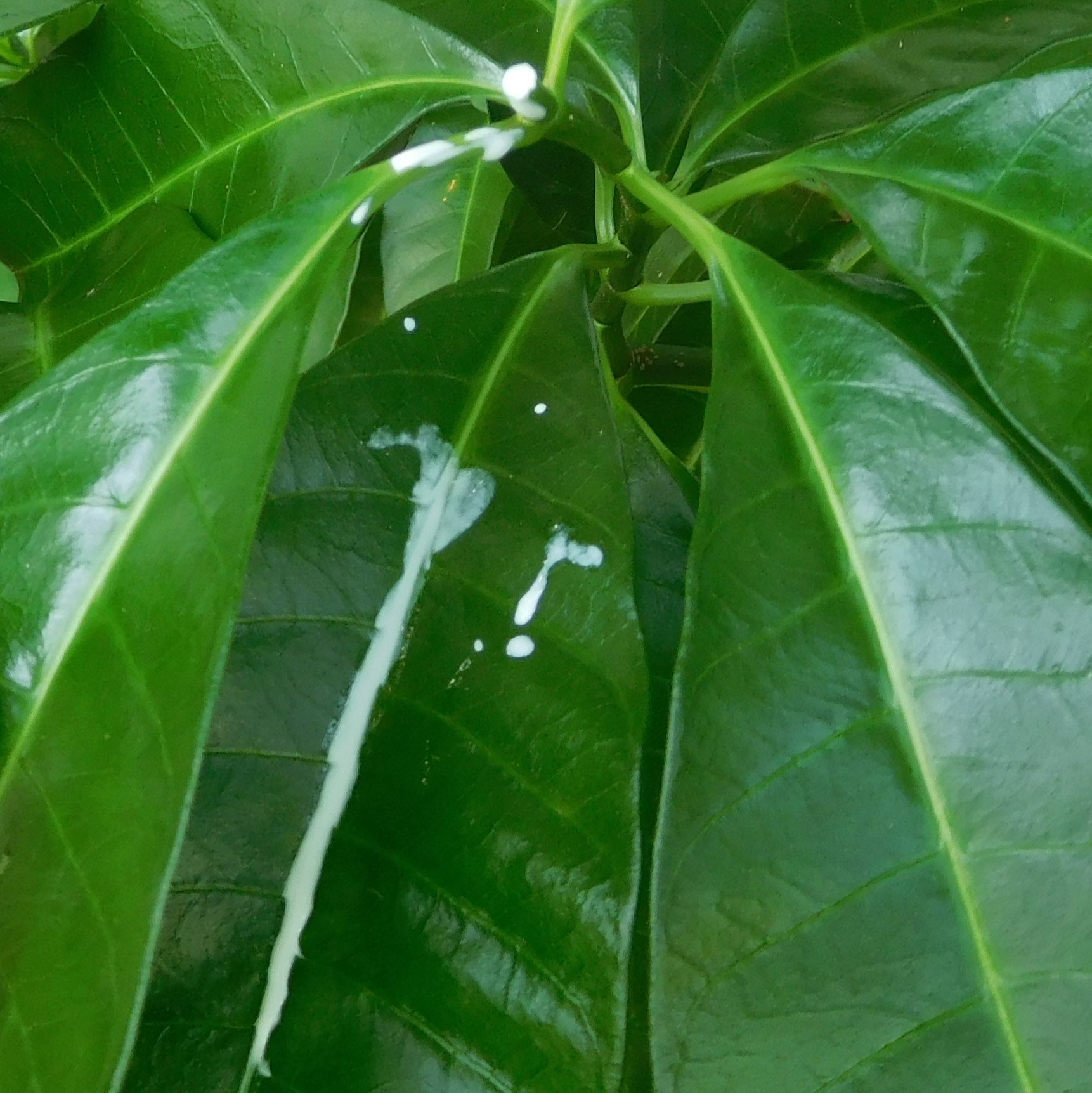
Zweig mit einfachen Laubblättern und Milchsaft von Tabernaemontana citrifolia

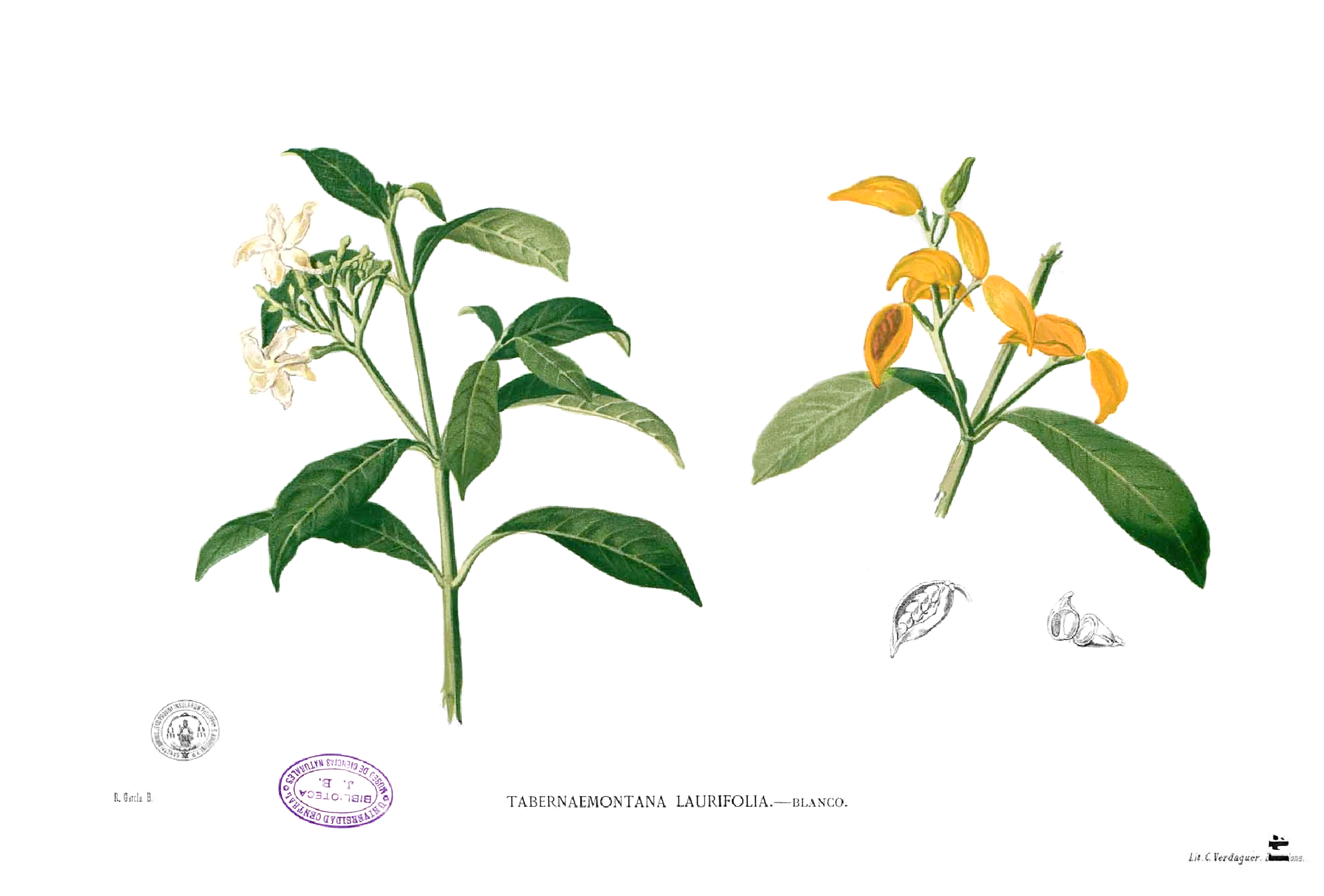
Illustration von Tabernaemontana pandacaqui aus Blanco

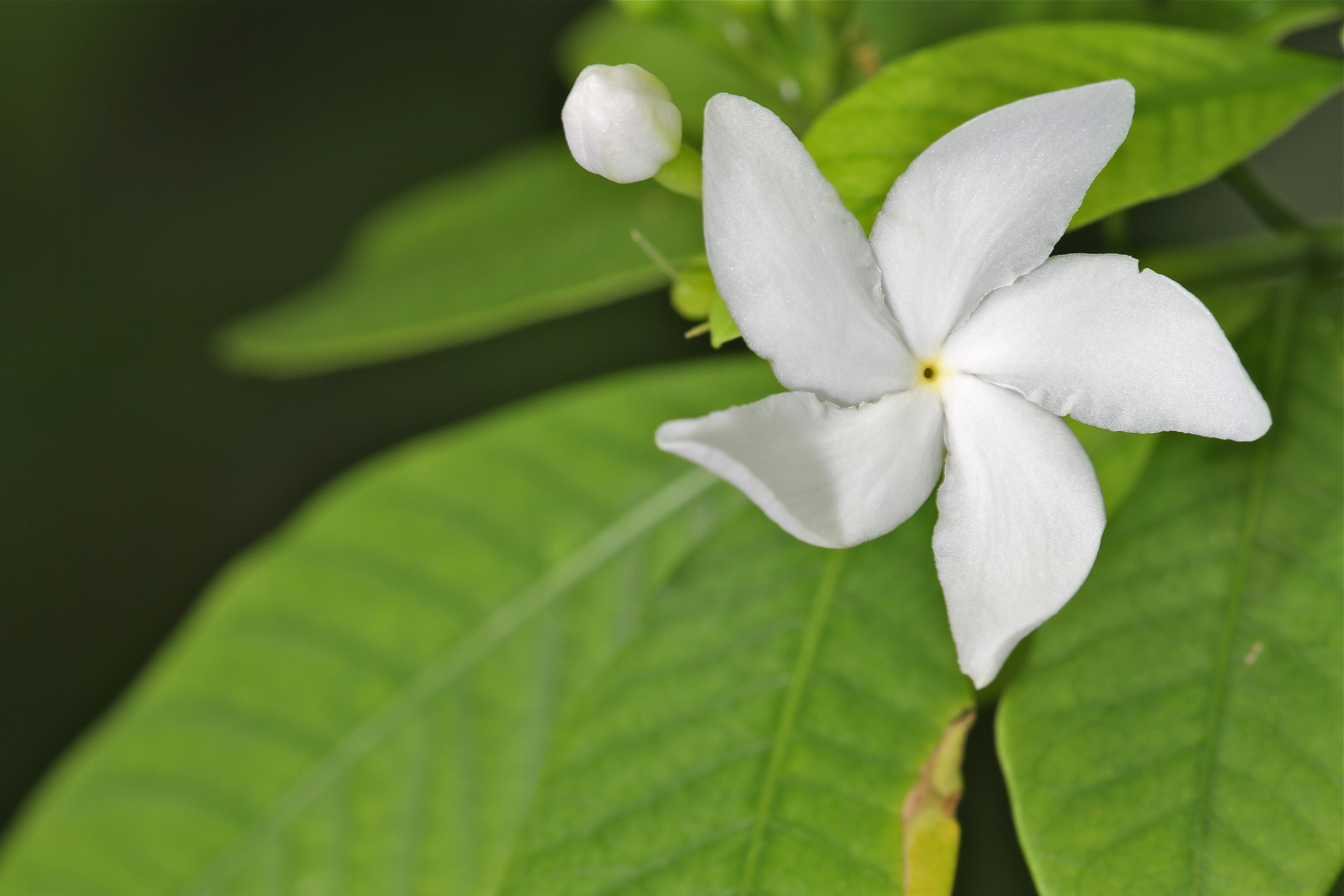
Fünfzählige Blüte von Tabernaemontana orientalis

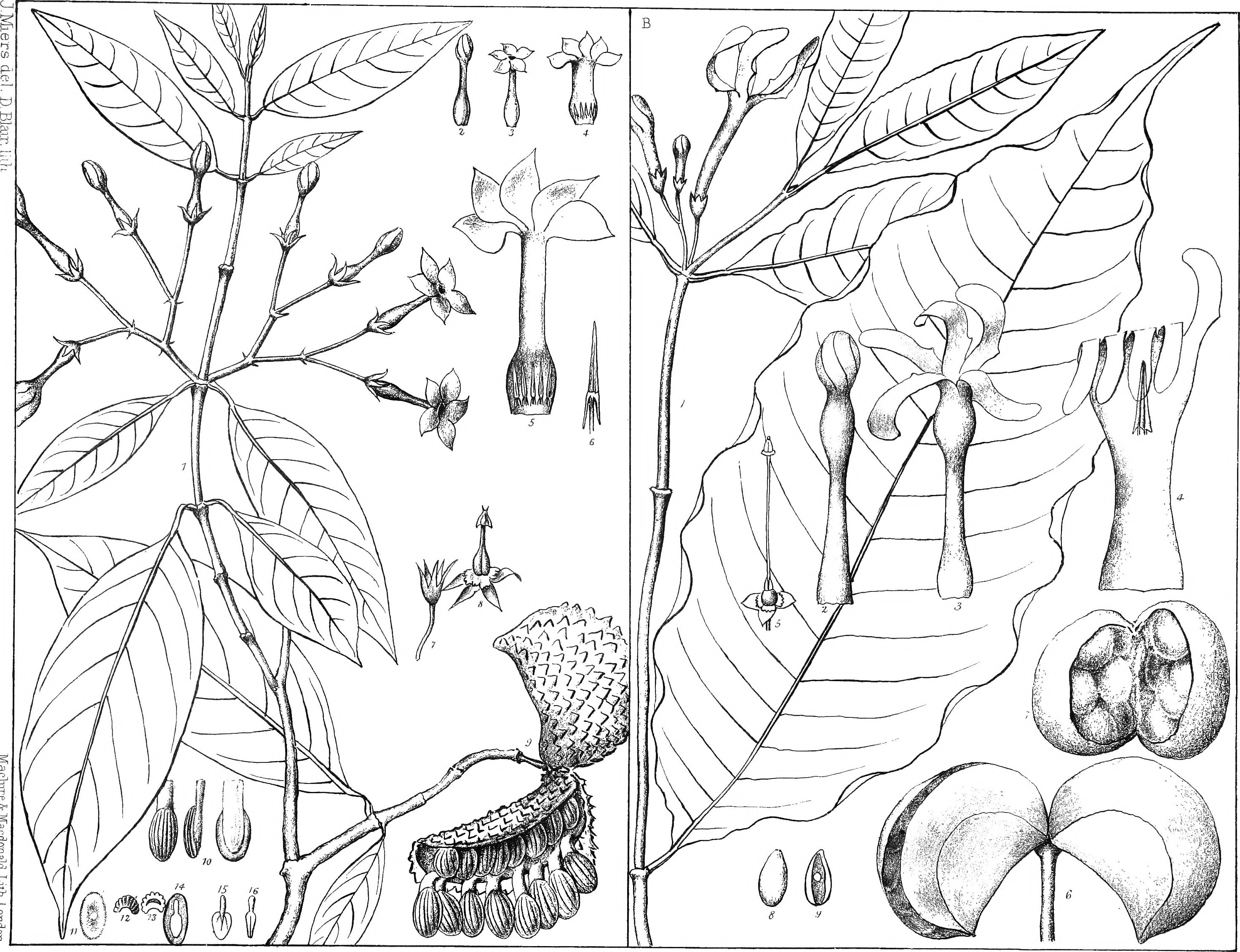
Illustration aus On the Apocynaceae of South America, with some preliminary remarks on the whole family, 1878 von links Tabernaemontana hystrix und rechts Tabernaemontana undulata

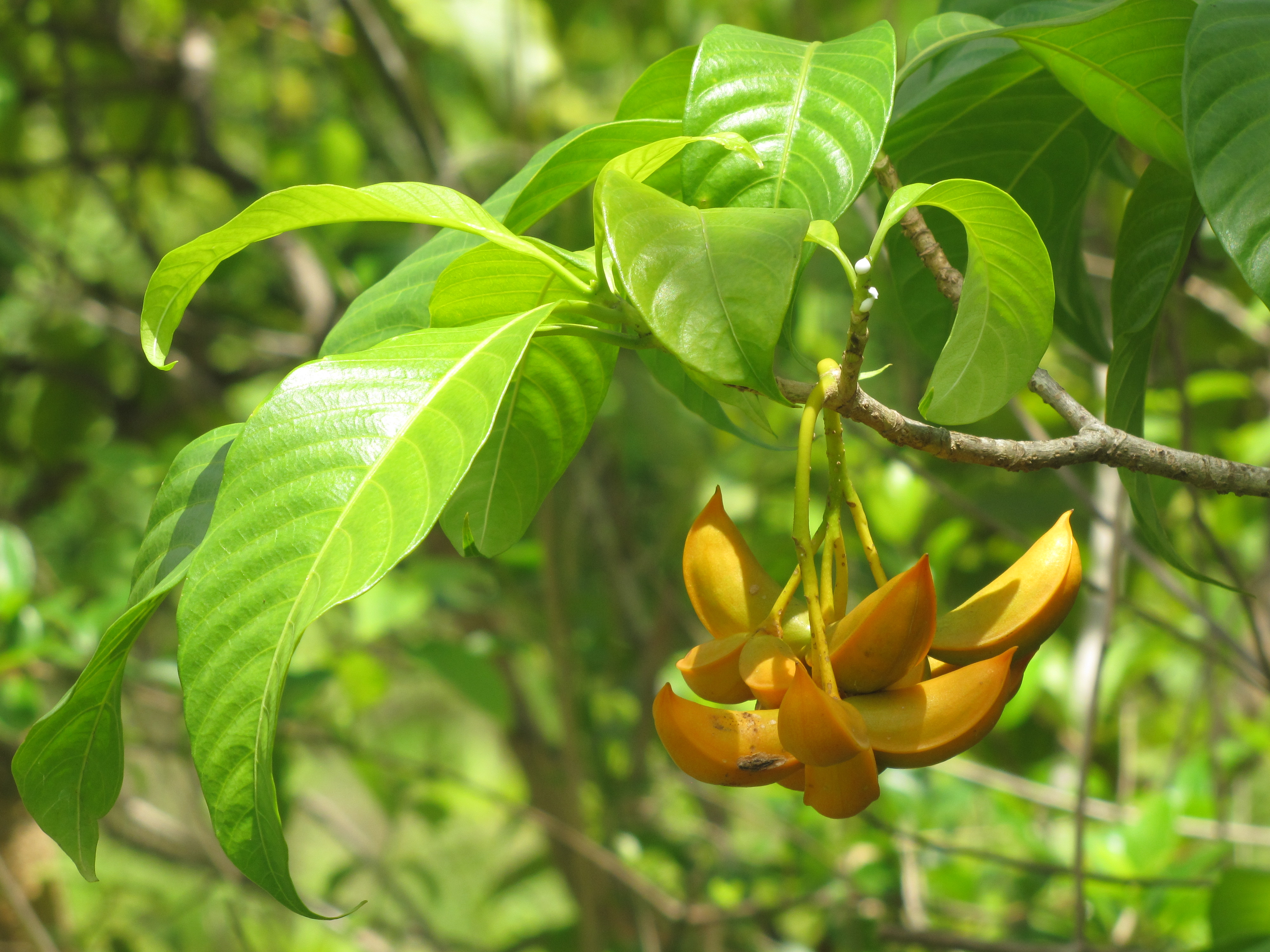
Zweig mit geschlossenen Balgfrüchten von Tabernaemontana alternifolia

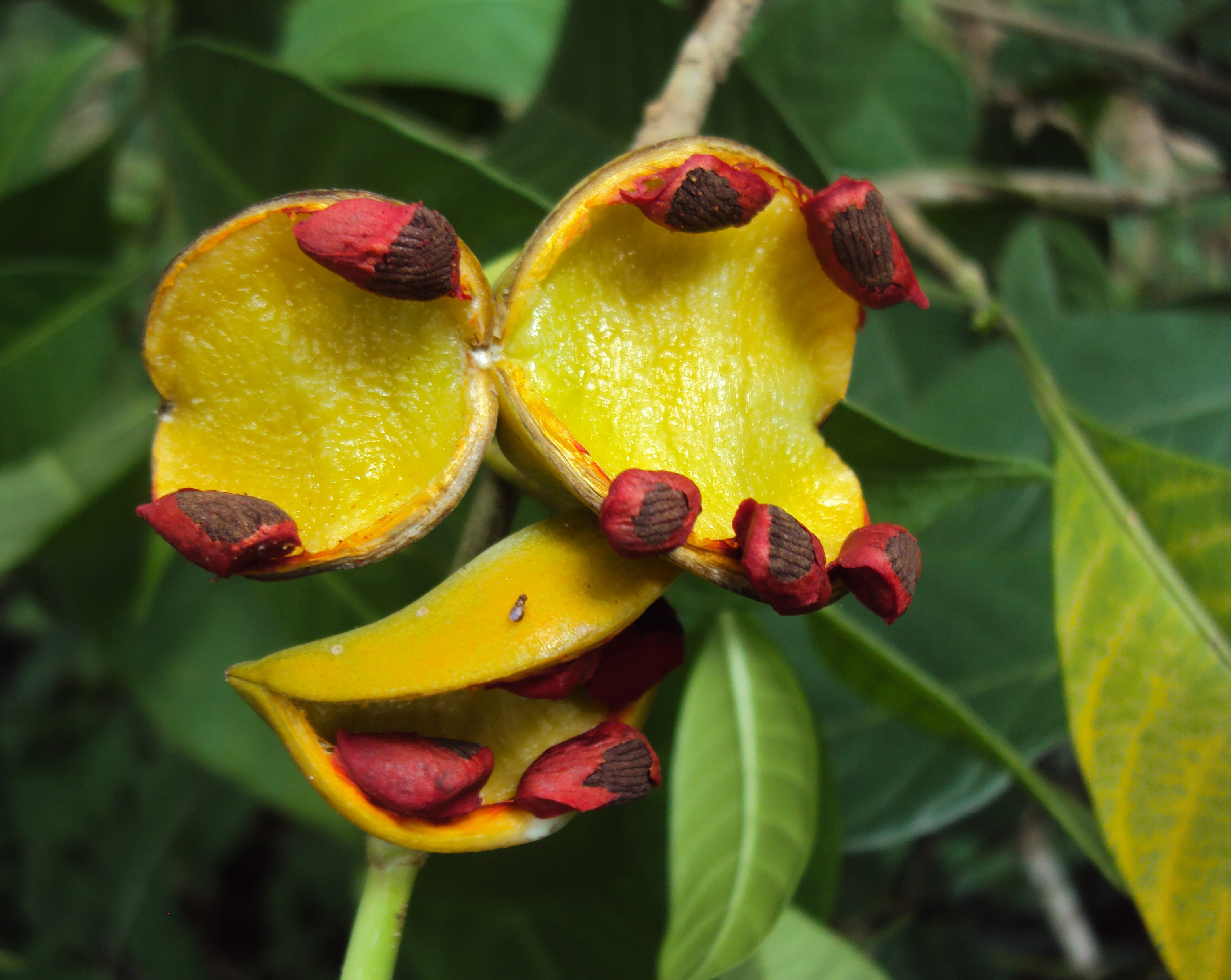
Reife, offene Früchte mit Samen von Tabernaemontana alternifolia

### Vegetative Merkmale
Bei Tabernaemontana-Arten handelt sich um kleine Bäume oder Sträucher, die Wuchshöhen von meist 2 bis 8 Metern erreichen. Sie führen sämtlich einen weißen Milchsaft. Die Stämme sind dichotom verzweigt.
Die gegenständig angeordneten Laubblätter sind in Blattstiel und Blattspreite gegliedert. Die dunkelgrün glänzenden, einfachen Blattspreiten sind linealisch, eiförmig oder elliptisch mit glattem Blattrand. Am Blattstiel ist oft eine Ochrea vorhanden, die aus den Nebenblättern gebildet wird.

### Generative Merkmale
Selten stehen die Blüten einzeln, meist zu vielen in seitenständigen, zymösen, schirmtraubigen oder doldigen Blütenständen. Es sind Deckblätter vorhanden.
Die zwittrigen, meist relativ kleinen und duftenden Blüten sind radiärsymmetrisch und fünfzählig mit doppelter Blütenhülle. Die fünf Kelchblätter sind auf höchstens der Hälfte ihrer Länge röhrig verwachsen und es sind an ihrer Basis wenige bis viele Drüsen vorhanden; die Kelchzipfel sind deutlich länger als die aufrechte Kelchröhre. Die fünf cremefarbenen Kronblätter sind stieltellerförmig verwachsen; die lange schmale Kronröhre ist ungefähr ab der Mitte trichterförmig erweitert. Die Kronzipfel sind deutlich kürzer als die Kronröhre. Die ausgebreiteten Kronzipfel sind deutlich in eine Richtung gedreht und überlappen sich dort. Es ist nur ein Kreis mit fünf Staubblättern vorhanden. Die kurzen bis kaum erkennbaren Staubfäden sind untereinander nicht verwachsen und im erweiterten Teil der Kronröhre inseriert, aus der die Staubblätter nicht herausragen. Die Staubbeutel sind länglich oder schmal dreieckig. Es ist kein Diskus vorhanden. Je Blüte sind zwei freie oberständige Fruchtblätter vorhanden, die viele Samenanlagen enthalten. Die Griffel sind fadenförmig.
Die Balgfrüchte enthalten meist viele (1 bis 50) Samen. Die Samen besitzen einen roten oder orangefarbenen, fleischigen Arillus (Samenmantel). Durch diesen Arillus scheinen die Früchte mancher Arten mit einem unregelmäßigen „Fruchtfleisch“ ausgefüllt zu sein.

## Systematik und Vorkommen

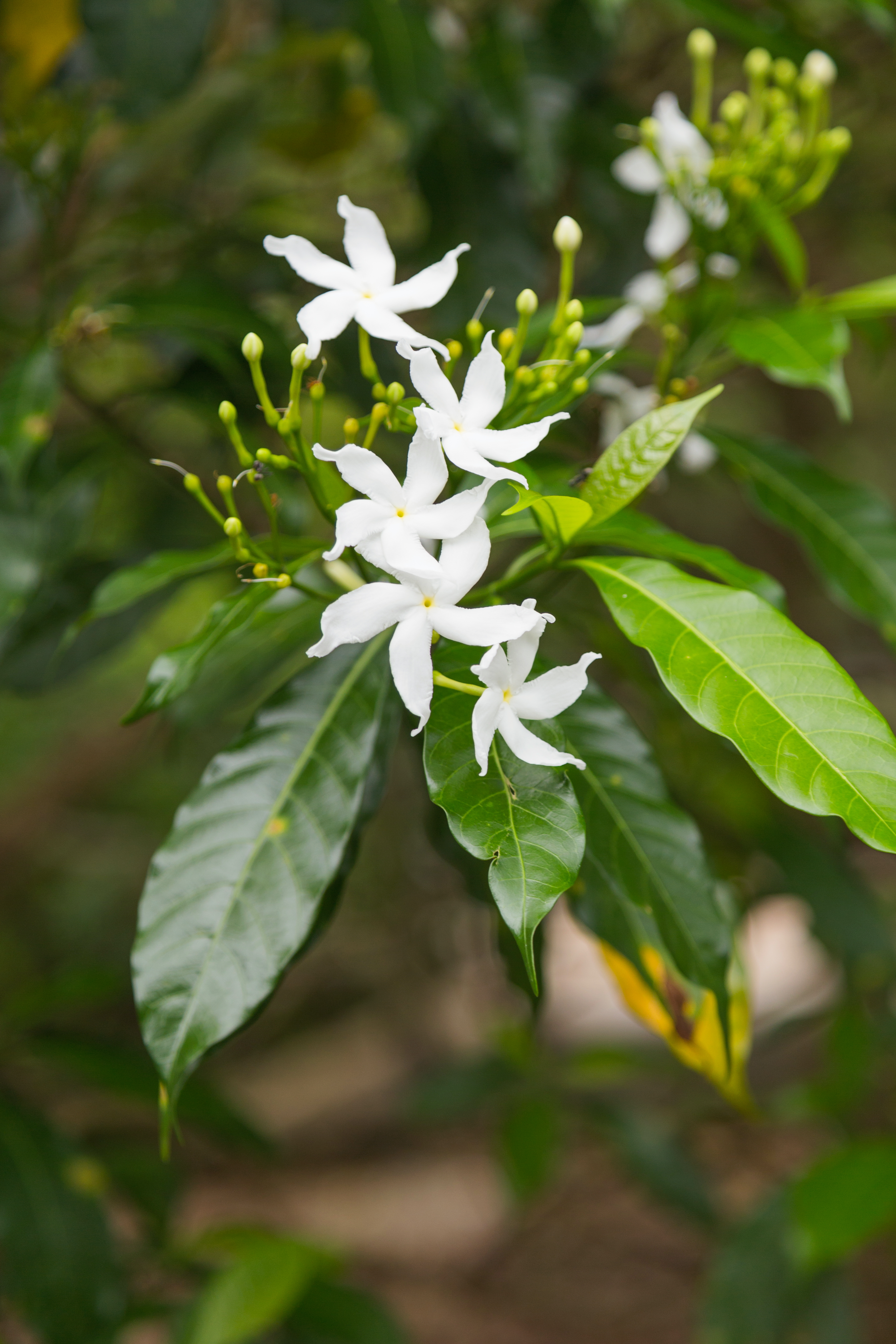
Zweig mit einfachen Laubblättern und Blütenständen von Tabernaemontana africana

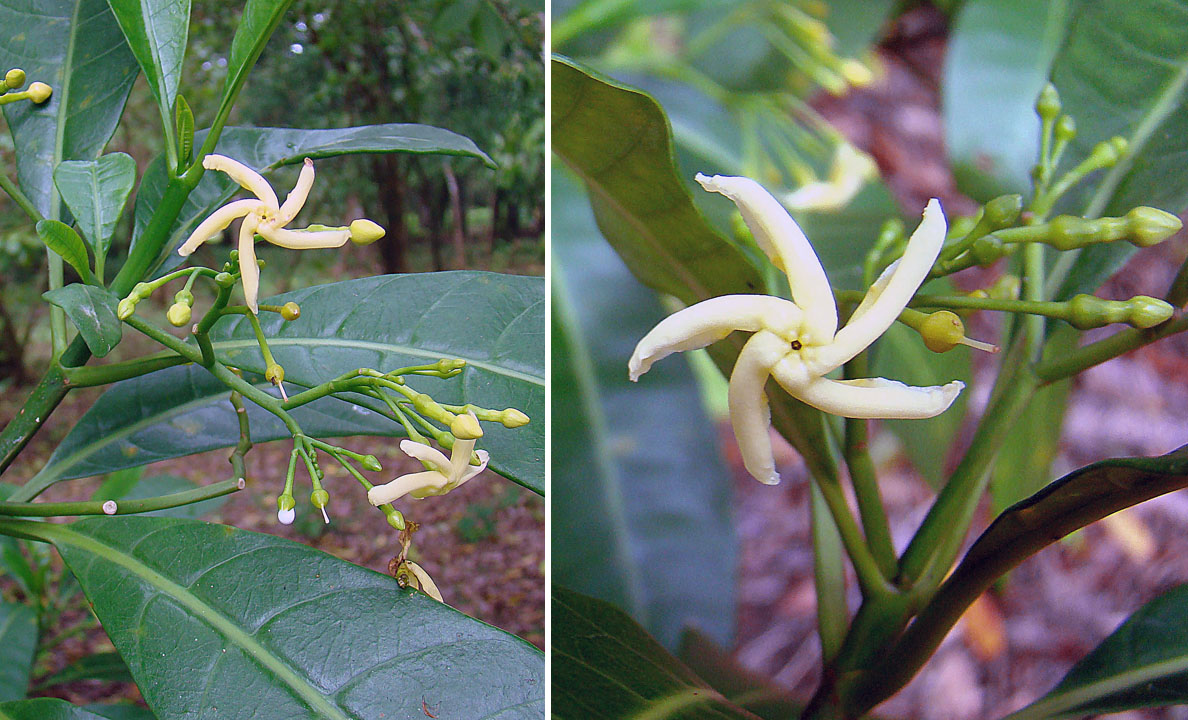
Zweig mit einfachen Laubblättern, Blütenstand und fünfzähligen Blüten von Tabernaemontana alba

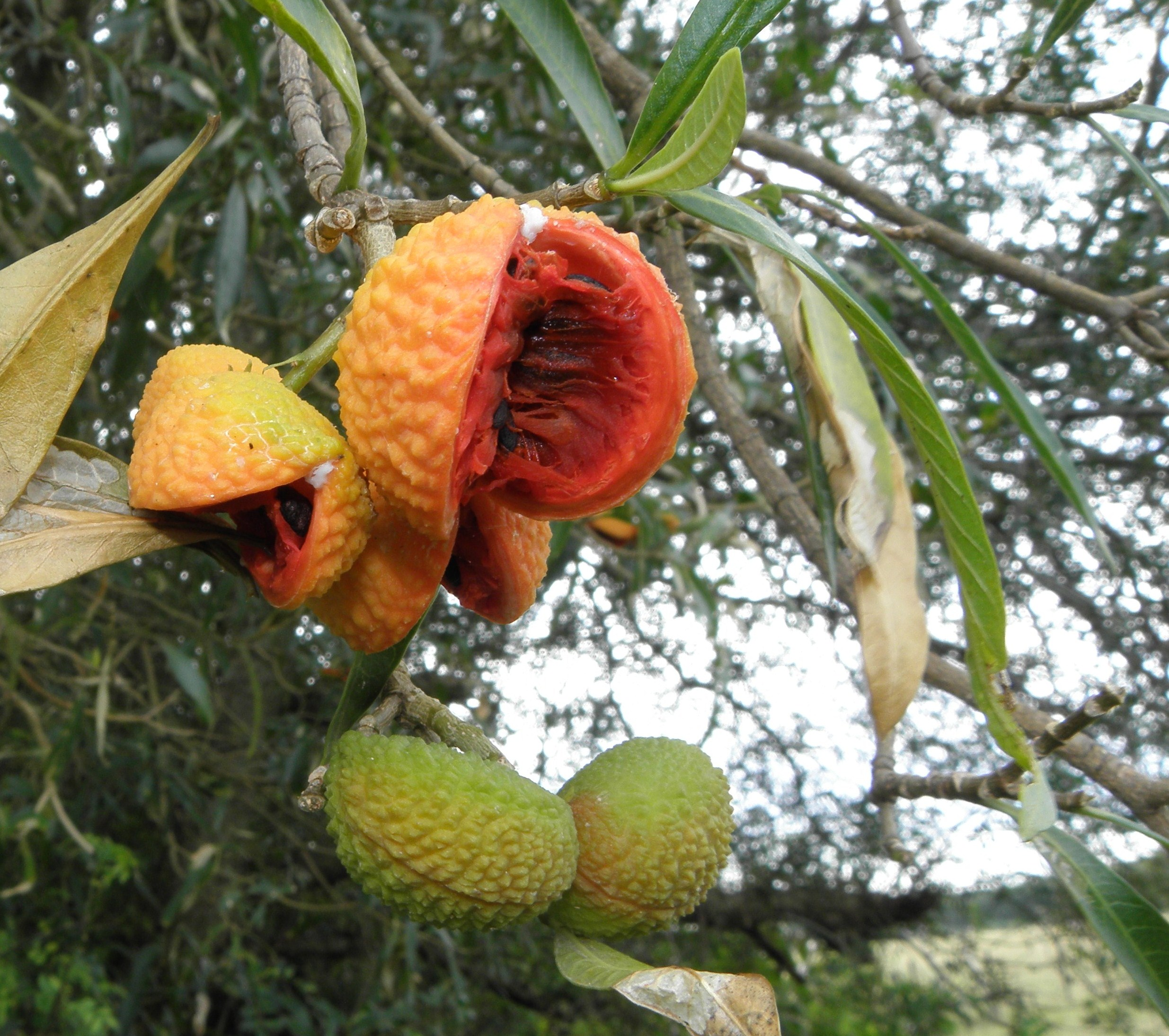
Geschlossene und offene Früchte von Tabernaemontana catharinensis

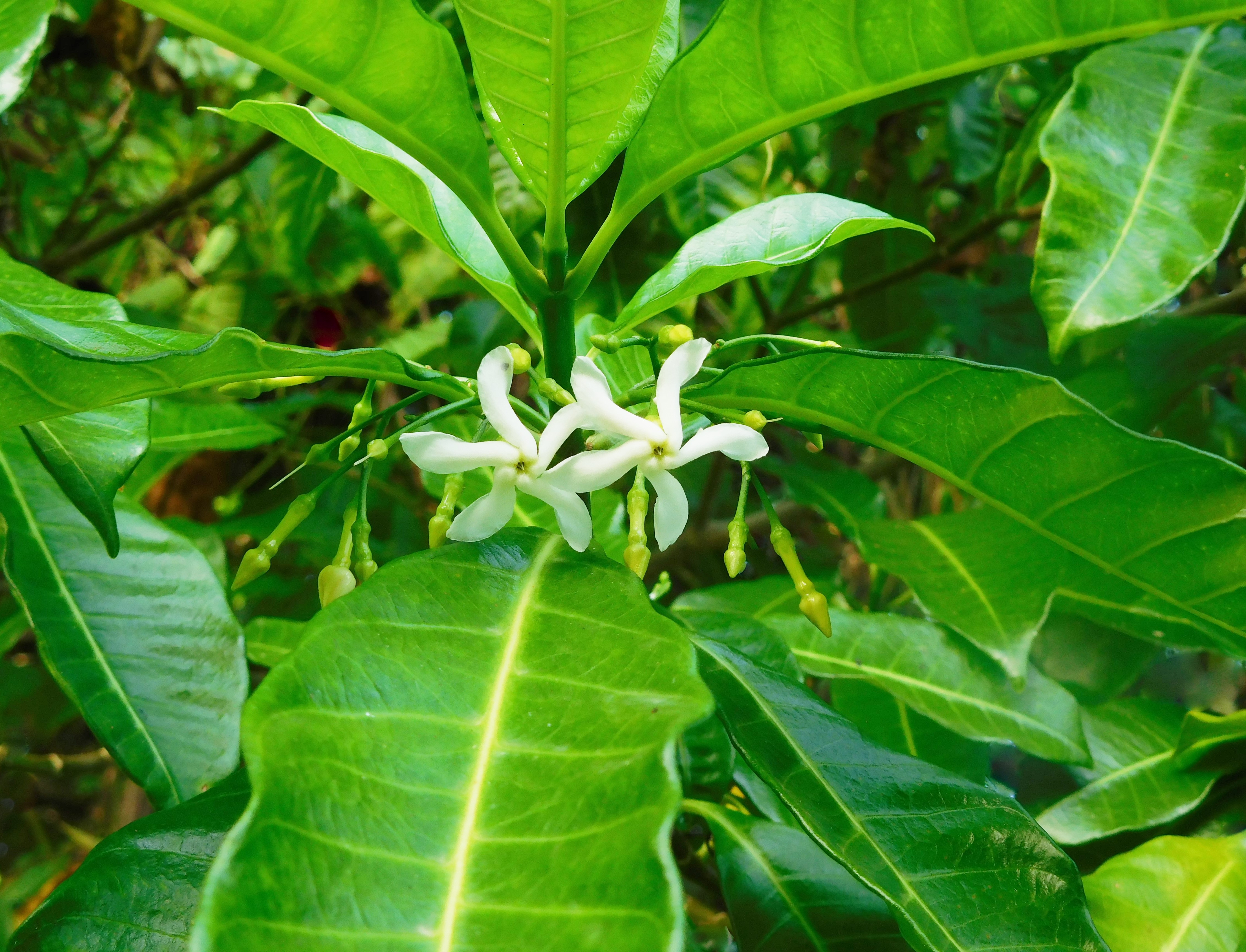
Zweig mit einfachen Laubblättern, Blütenstand, gestielten Blütenknospen und offenen Blüten von Tabernaemontana citrifolia

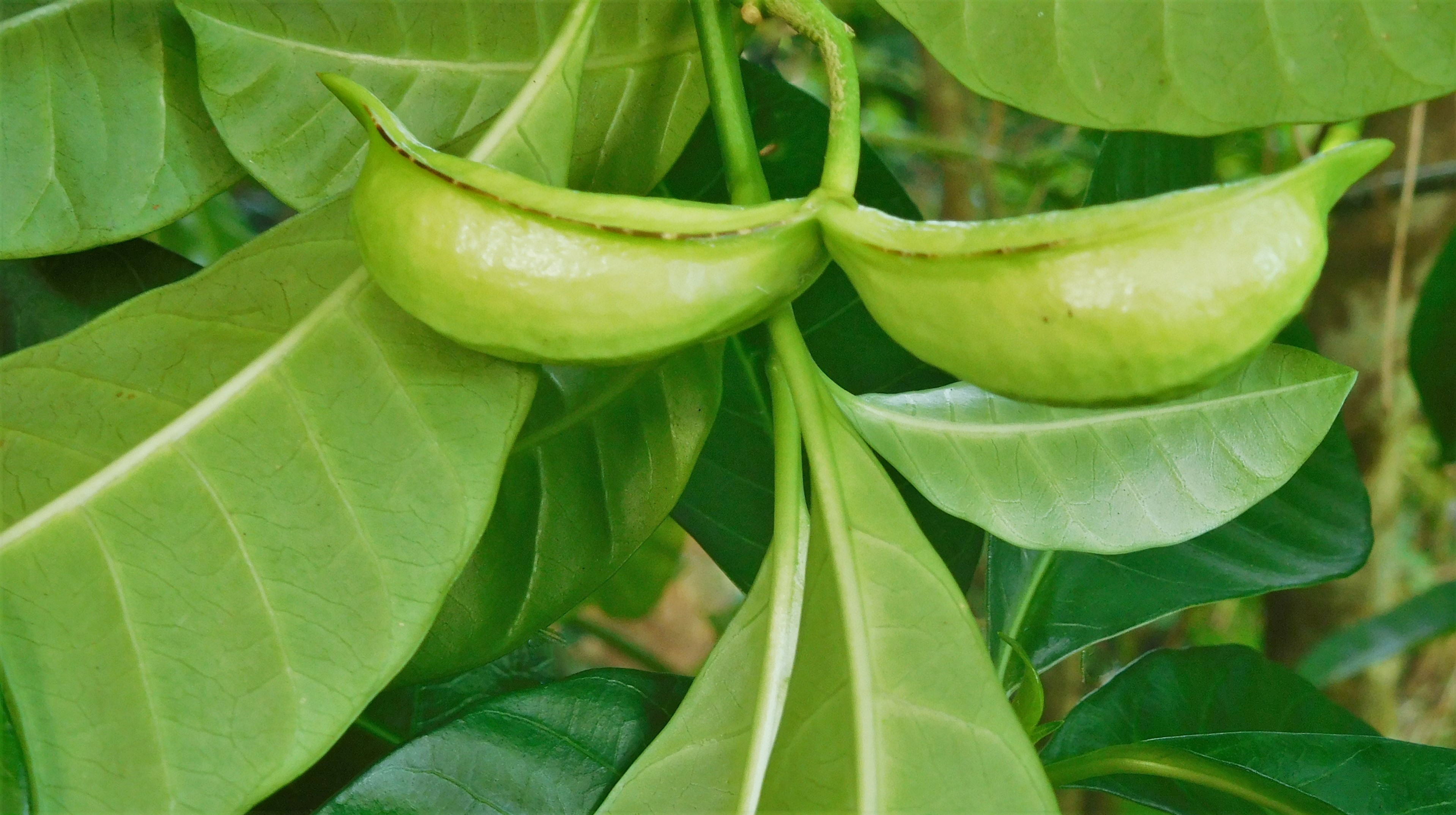
Ein Paar unreifer Früchte von Tabernaemontana citrifolia

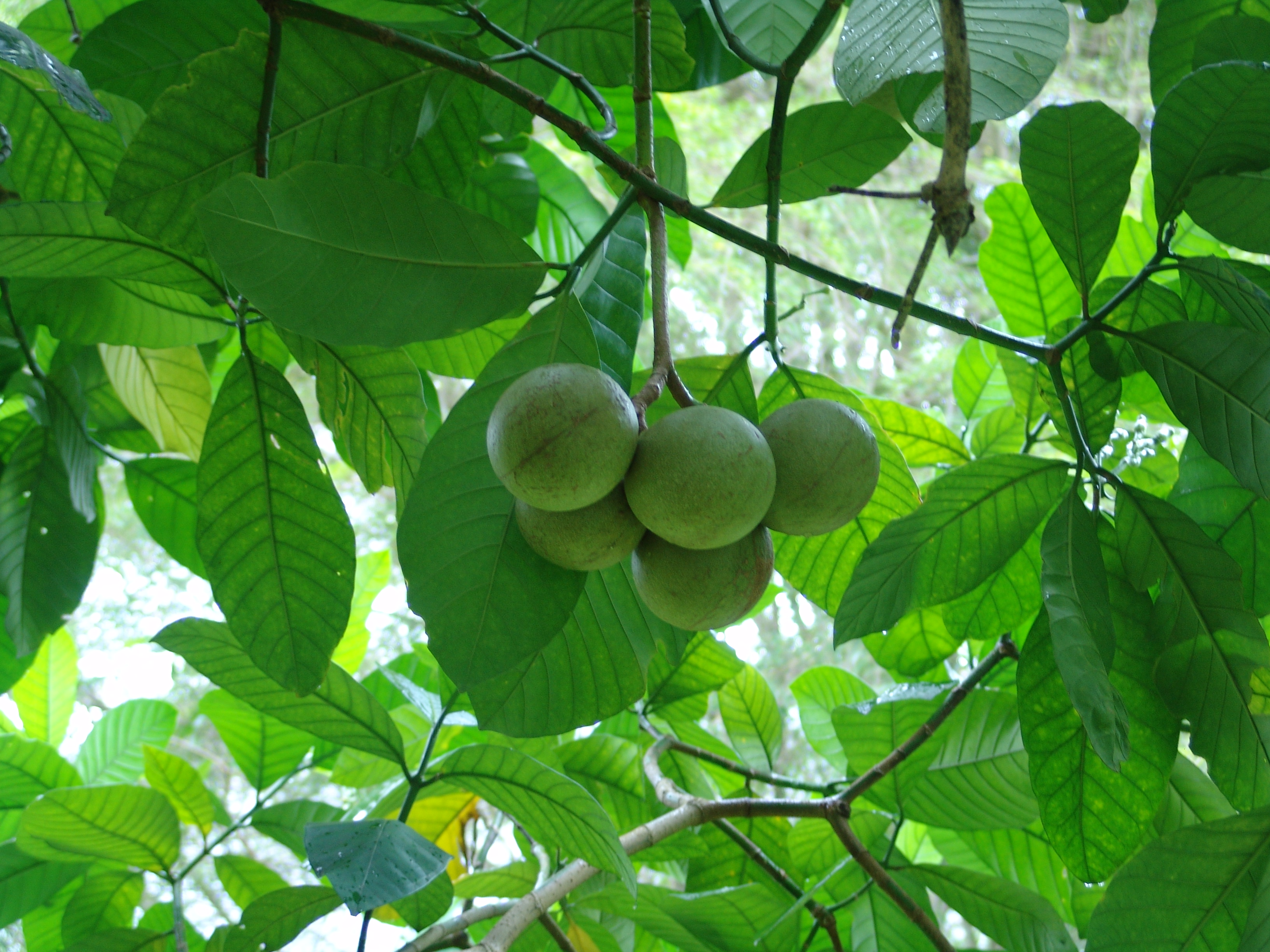
Laubblätter und Früchte von Tabernaemontana crassa

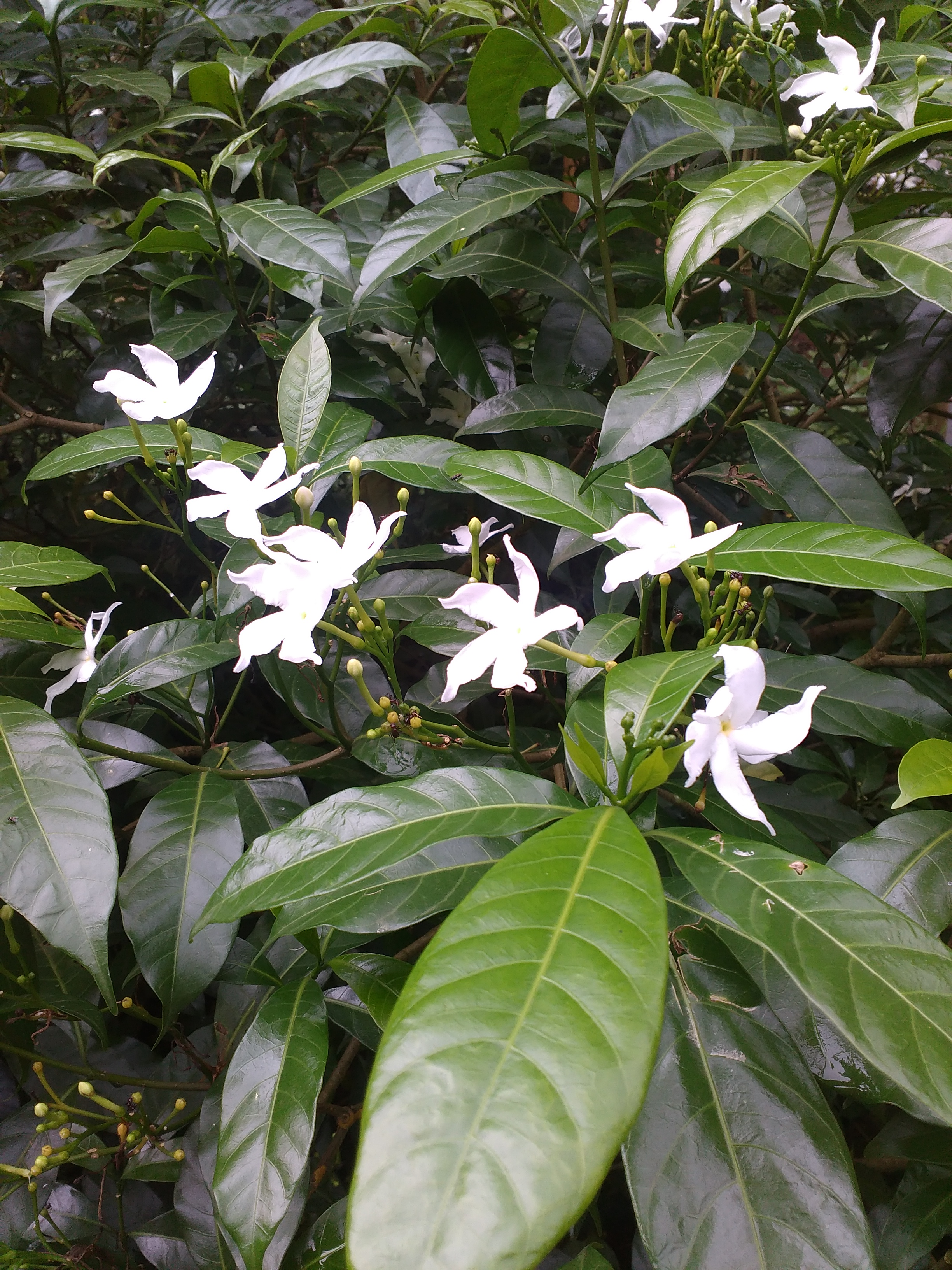
Habitus der Schmetterlingsgardenie (Tabernaemontana divaricata)

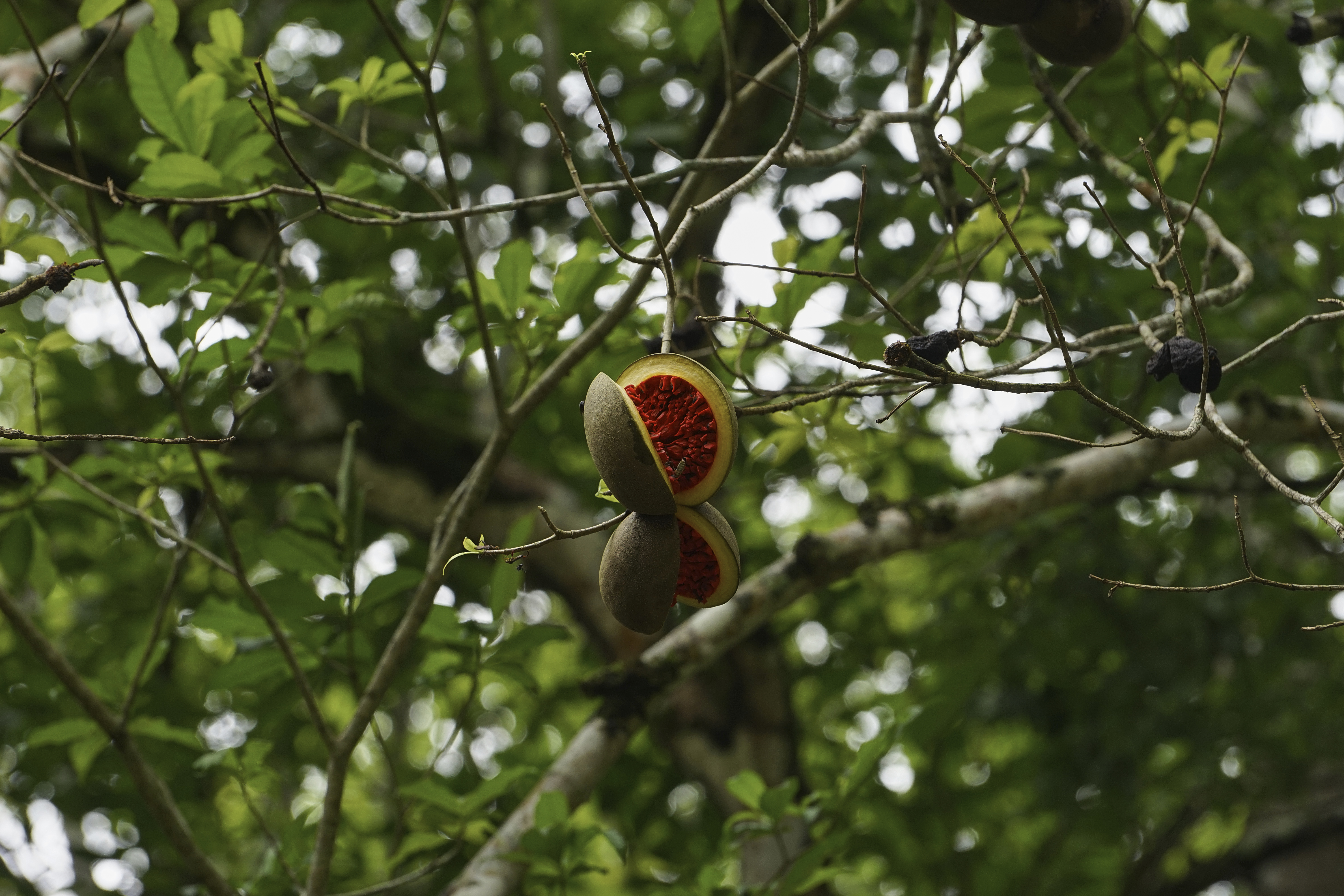
Offene Früchte von Tabernaemontana donnell-smithii

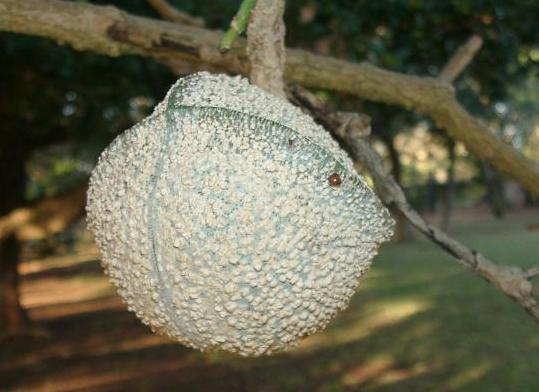
Frucht des Zierlichen Krötenbaums (Tabernaemontana elegans)

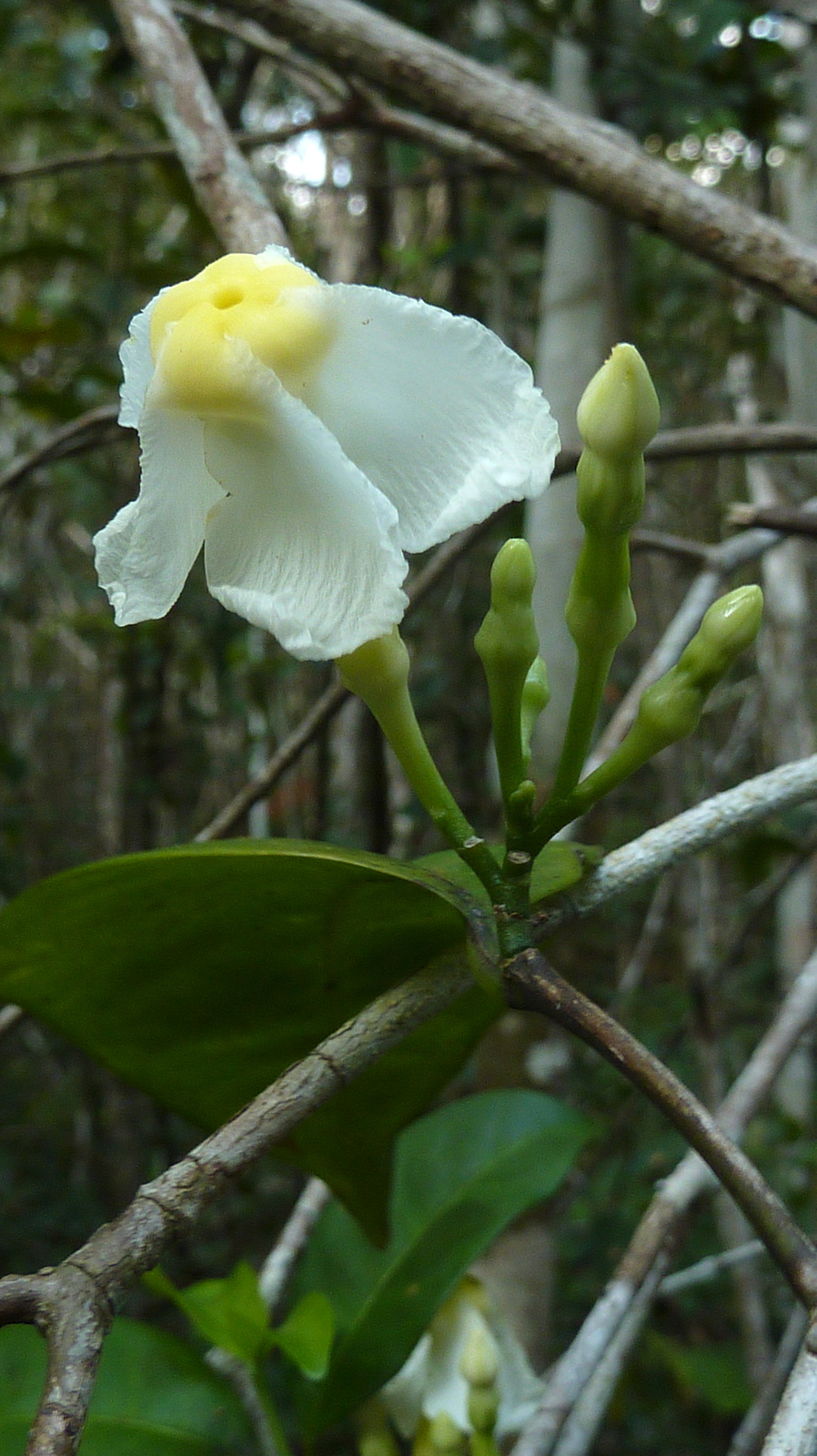
Blütenstand von Tabernaemontana flavicans

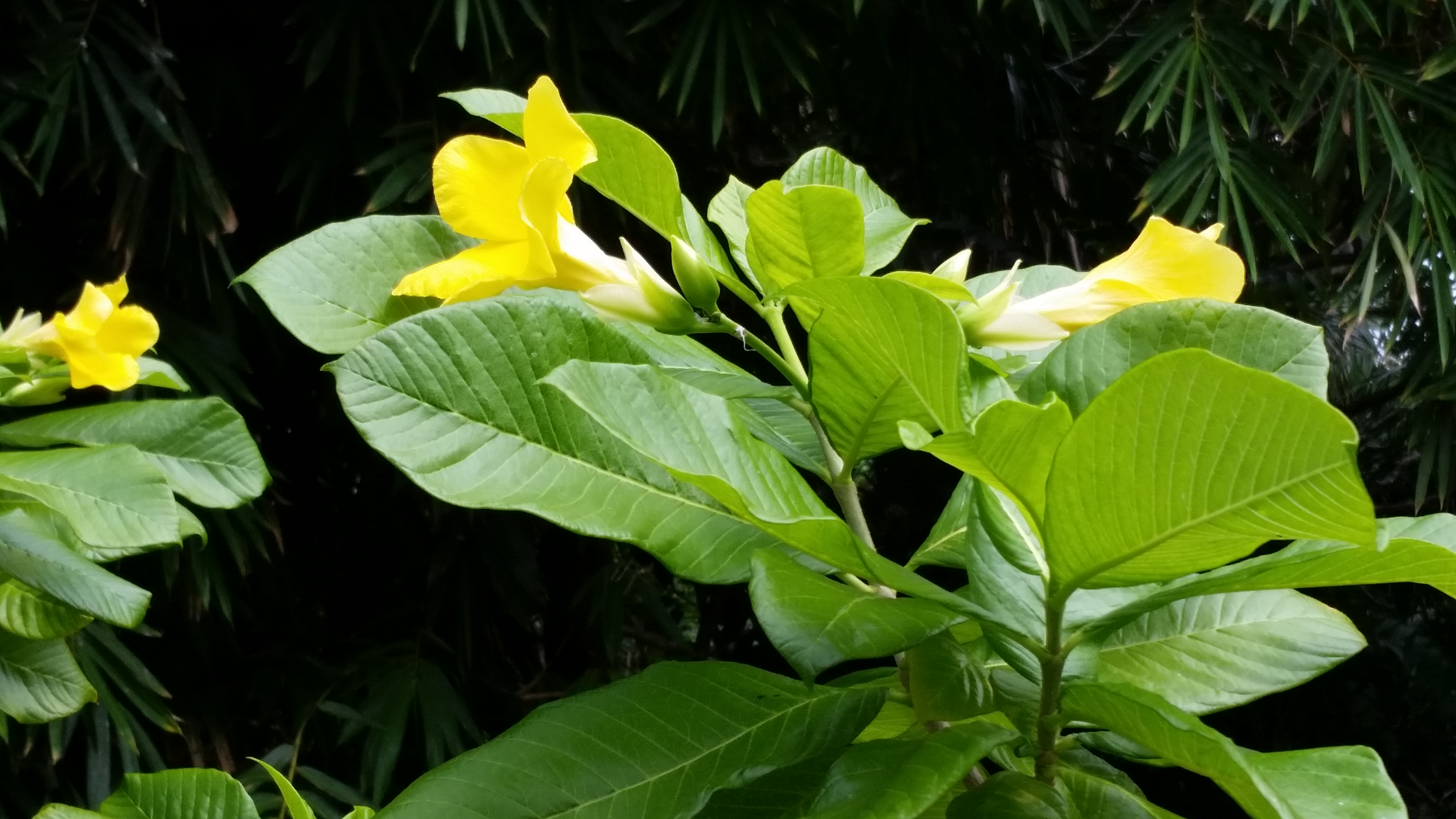
Laubblätter und Blüten von Tabernaemontana glabra

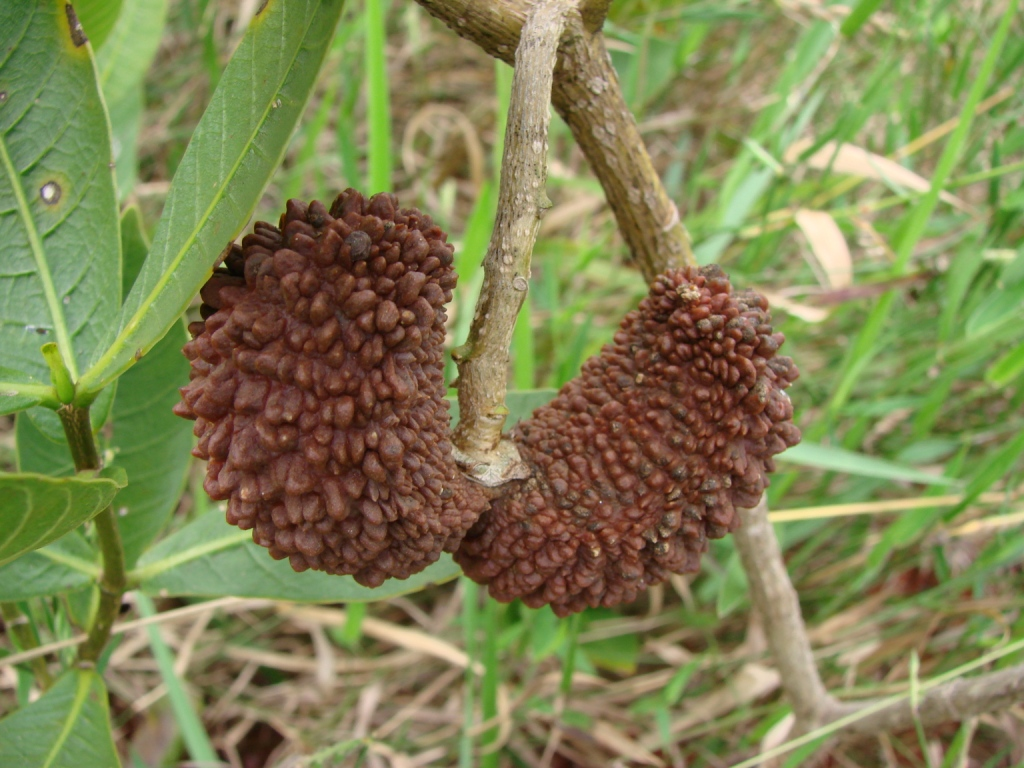
Ein Paar unreifer Früchte von Tabernaemontana hystrix

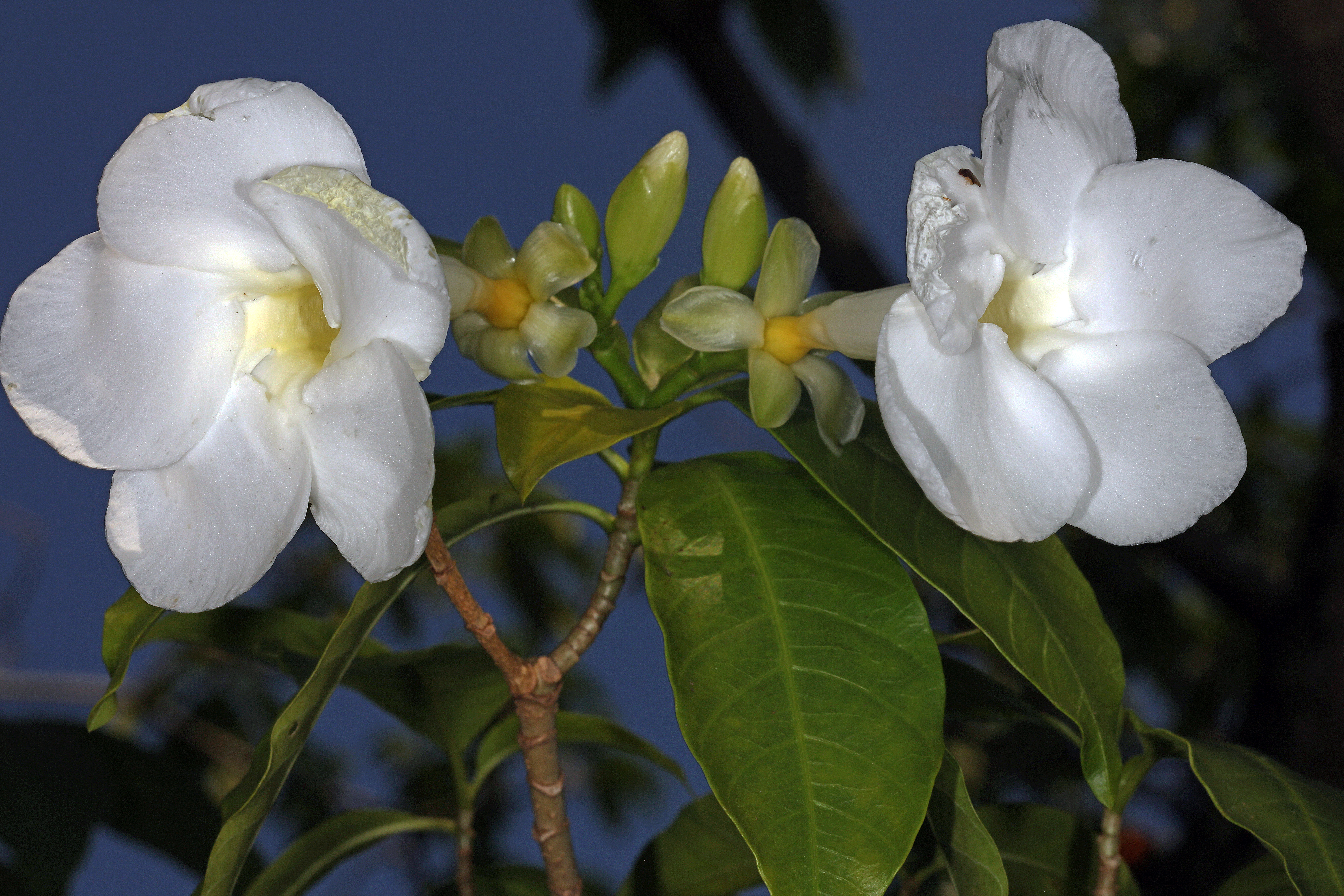
Tabernaemontana litoralis

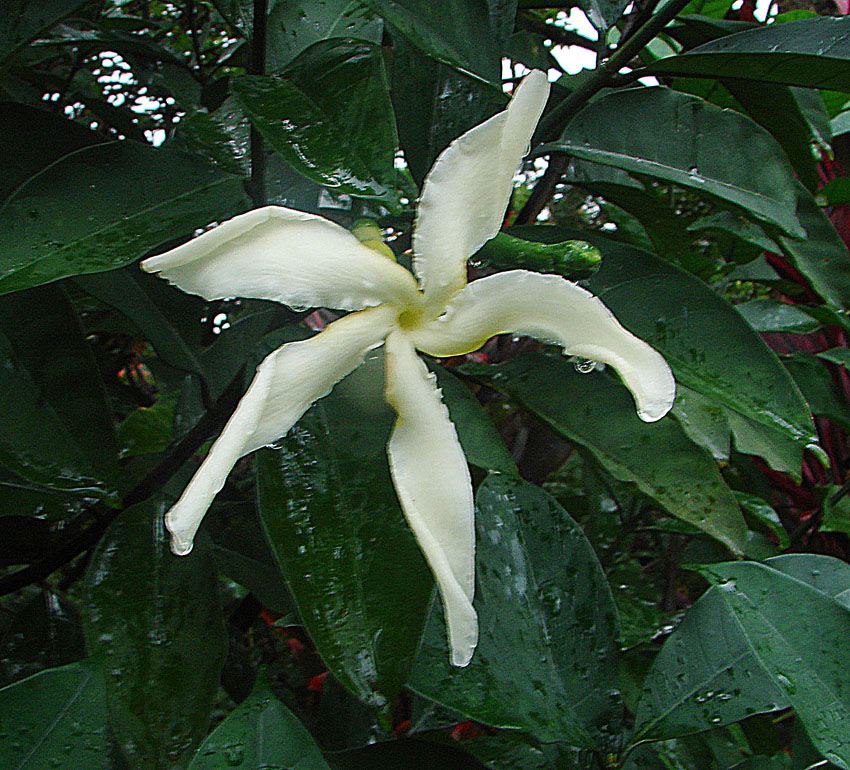
Tabernaemontana pachysiphon

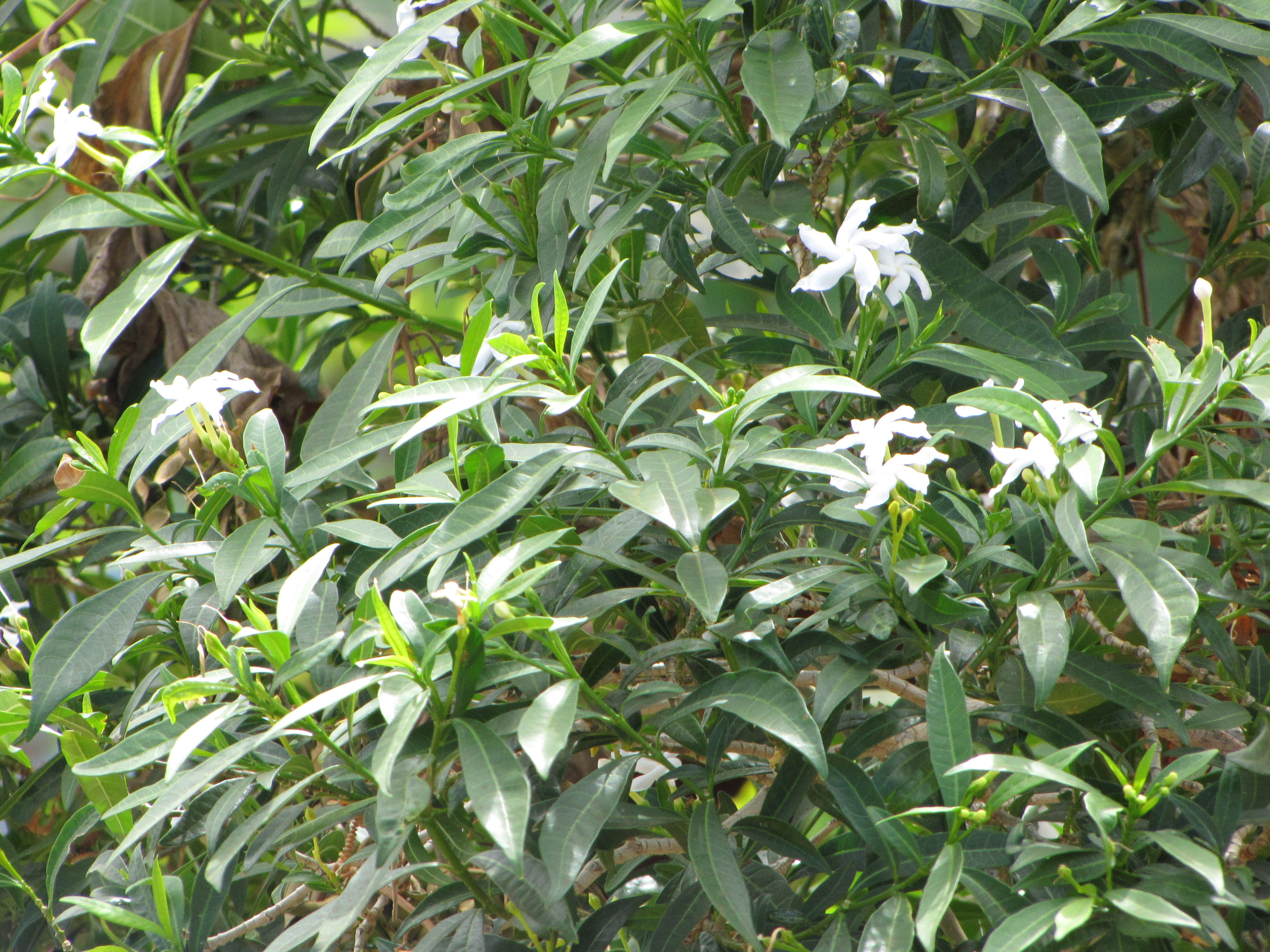
Tabernaemontana pandacaqui

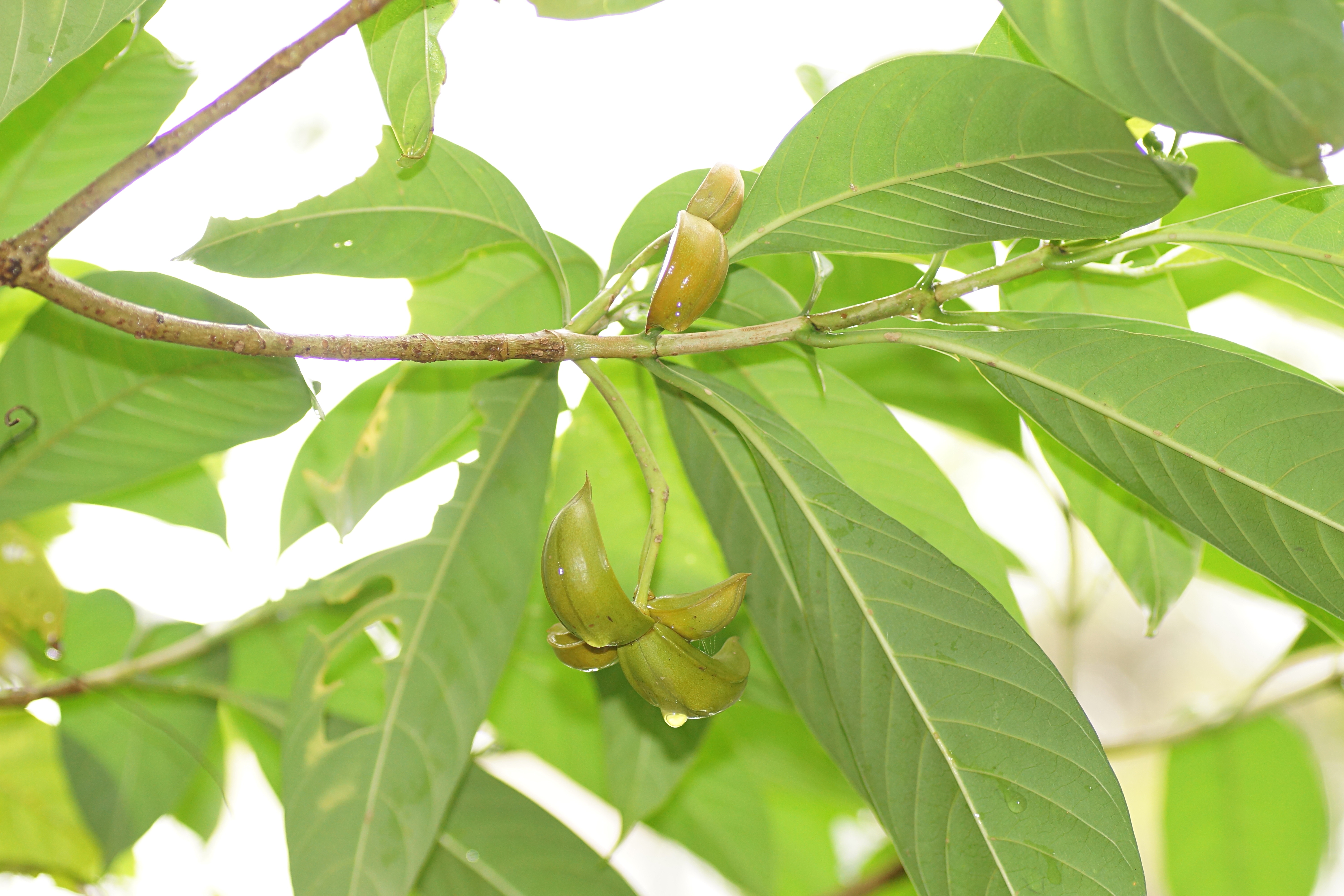
Zweig mit Laubblättern und Früchten von Tabernaemontana pandacaqui

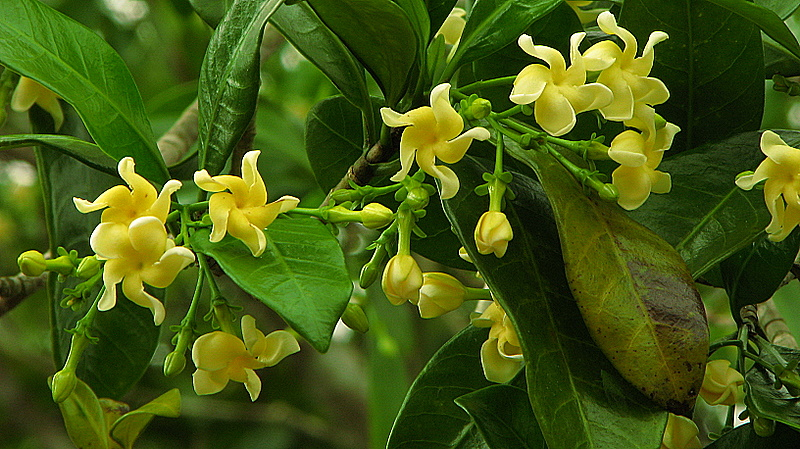
Tabernaemontana salzmannii

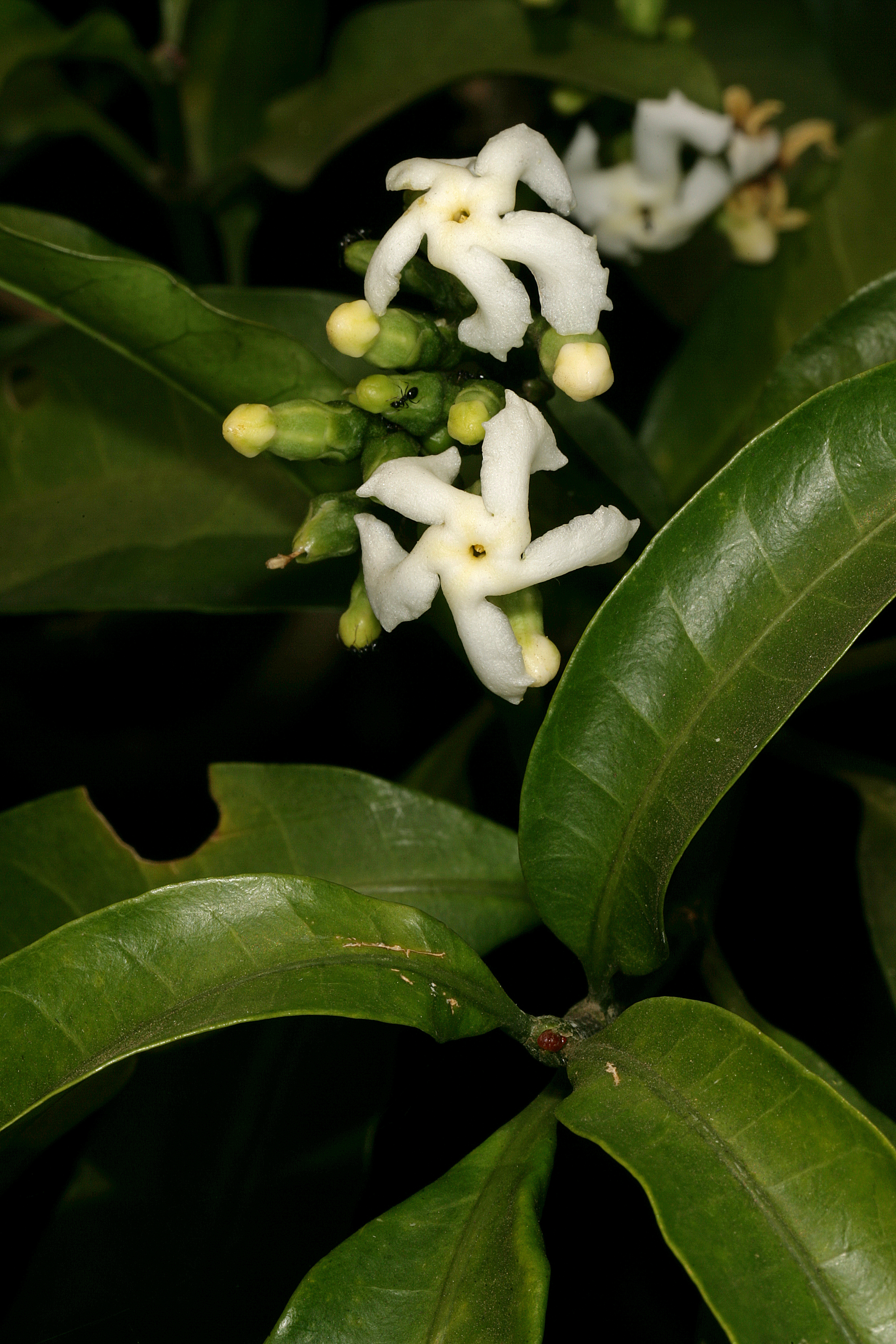
Tabernaemontana ventricosa

Die Gattung Tabernaemontana wurde 1753 durch Charles Plumier in Carl von Linné: Species Plantarum, 1, Seite 210–211 aufgestellt. Der Gattungsname Tabernaemontana ehrt den Gelehrten und Kräuterkundler Jacobus Tabernaemontanus (Jacob Ditter, 1522–1590), der sich den latinisierten Namen seiner Geburtsstadt Bergzabern (Tabernaemontanus) zulegte. Synonyme für Tabernaemontana Plum. ex L. sind: Anacampta Miers, Anartia Miers, Bonafousia A.DC., Bonafousia guyanensis (Müll. Arg.) Miers, Camerunia (Pichon) Boiteau, Capuronetta Markgr., Clerkia Neck., Codonemma Miers, Conopharyngia G.Don, Capuronetta Markgr., Domkeocarpa Markgr., Ervatamia (DC.) Stapf, Gabunia Schum. ex Stapf, Hazunta Pichon, Leptopharyngia Boiteau, Merizadenia Miers, Muntafara Pichon, Ochronerium Baill., Odontostigma A.Rich., Oistanthera Markgr., Pagiantha Markgr., Pandaca Noronha ex Thouars, Pandacastrum Pichon, Peschiera A.DC., Phrissocarpus Miers, Protogabunia Boiteau, Pterotaberna Stapf, Pterotaberna Stapf., Quadricasaea Woodson, Reichardia Dennst., Rejoua Gaudich., Sarcopharyngia (Stapf) Boiteau, Stemmadenia Benth., Stenosolen (Müll. Arg.) Markgr., Taberna Miers, Testudipes Markgr., Woytkowskia Woodson, Tabernaemontana sect. Ervatamia DC., Conopharyngia sect. Sarcopharyngia Stapf.
Die Gattung Tabernaemontana ist in den Tropen und Subtropen der ganzen Welt weit verbreitet (Afrika, Asien, Nord- und Südamerika, Ozeanien). Es handelt sich in der Regel um Bewohner der Regenwälder.
Es gibt 100 bis 120 Tabernaemontana-Arten:
- Tabernaemontana abbreviata (J.F.Morales) A.O.Simões & M.E.Endress (Syn.: Stemmadenia abbreviata J.F.Morales): Diese Neukombination erfolgte 2010. Die Art kommt nur in Costa Rica vor.[4]
- Tabernaemontana africana Hook. (Syn.: Tabernaemontana grandiflora Hook. nom. illeg., Tabernaemontana longiflora Benth., Tabernaemontana chippii (Stapf) Pichon): Sie ist im tropischen Westafrika verbreitet.[4]
- Tabernaemontana alba Mill. (Syn.: Tabernaemontana amblyblasta S.F.Blake, Tabernaemontana amblyocarpa Urb., Tabernaemontana berteroi var. parviflora A.DC., Tabernaemontana chrysocarpa S.F.Blake, Tabernaemontana cymosa Sessé & Moc. nom. illeg., Tabernaemontana martensii Peyr., Tabernaemontana paisavelensis Loes., Tabernaemontana tuxtlensis Sessé & Moc., Tabernaemontana umbellata Sessé & Moc., Tabernaemontana veracrucensis Sessé & Moc.): Sie ist von Mexiko über Zentralamerika bis Kolumbien und vom südlichen Florida bis Kuba verbreitet.[4]
- Tabernaemontana alfaroi Donn.Sm.: Sie kommt in Costa Rica sowie Panama vor.[4]
- Tabernaemontana allenii (Woodson) A.O.Simões & M.E.Endress (Syn.: Stemmadenia allenii Woodson): Diese Neukombination erfolgte 2010. Sie kommt nur in Panama vor.[4]
- Tabernaemontana alternifolia L. (Syn.: Tabernaemontana crispa Roxb., Tabernaemontana heyneana Wall., Tabernaemontana intercedens Van Heurck & Müll.Arg., Tabernaemontana oblonga Wall.): Sie kommt im westlichen sowie südlichen Indien vor.[4]
- Tabernaemontana amplifolia L.Allorge: Sie kommt in Kolumbien sowie Ecuador vor.[4]
- Tabernaemontana amygdalifolia Jacq. (Syn.: Tabernaemontana acapulcensis Miers, Tabernaemontana deamii Donn.Sm., Tabernaemontana dichotoma Sessé & Moc. nom. illeg., Tabernaemontana jasminoides Kunth Tabernaemontana nereifolia Vahl, Tabernaemontana occidentalis Miers, Tabernaemontana amygdalifolia var. glaucophylla L.Allorge, Tabernaemontana amygdalifolia var. obtusiloba A.DC.): Sie ist von Mexiko über Zentralamerika und auf karibischen Inseln bis zum tropischen Südamerika weitverbreitet.[4]
- Tabernaemontana angulata Mart. ex Müll.Arg.: Sie kommt vom nördlichen bis nordöstlichen Brasilien vor.[4]
- Tabernaemontana antheonycta Leeuwenb.: Sie kommt in Borneo vor.[4]
- Tabernaemontana apoda C.Wright: Sie kommt in Kuba vor.[4]
- Tabernaemontana arborea Rose (Syn.: Tabernaemontana schippii Standl.): Sie ist von Mexiko über Zentralamerika bis Kolumbien verbreitet.[4]
- Tabernaemontana attenuata (Miers) Urb.: Sie ist im nördlichen Südamerika und auf der Insel Trinidad verbreitet.[4]
- Tabernaemontana aurantiaca Gaudich. (Syn.: Tabernaemontana anguinea Hemsl., Tabernaemontana longipedunculata K.Schum., Tabernaemontana novoguineensis Scheff., Tabernaemontana pentasticta Scheff.): Sie kommt von Maluku bis zu Inseln des westlichen Pazifik vor.[4]
- Tabernaemontana bouquetii (Boiteau) Leeuwenb.: Sie kommt in der Demokratischen Republik Kongo und in Gabun vor.[4]
- Tabernaemontana bovina Lour. (Syn.: Tabernaemontana balansae Pit., Tabernaemontana bonii Pit., Tabernaemontana dakgleiensis (Lý) Lý, Tabernaemontana daktoensis (Lý) Lý, Tabernaemontana hoabinhensis (Lý) Lý, Tabernaemontana longocuspidata (Lý) Lý, Tabernaemontana nemoralis Pit., Tabernaemontana officinalis (Tsiang) P.T.Li, Tabernaemontana pallida (Pierre ex Spire) Hu, Tabernaemontana tonkinensis Pierre ex Pit. nom. illeg.): Sie kommt in Thailand, Vietnam und in den chinesischen Provinzen Yunnan, Hainan sowie westliches Guangxi vor.[4][1]
- Tabernaemontana brachyantha Stapf: Sie ist von Nigeria bis zum westlichen-zentralen tropischen Afrika verbreitet.[4]
- Tabernaemontana brasiliensis (Leeuwenb.) A.O.Simões & M.E.Endress (Syn.: Stemmadenia brasiliensis Leeuwenb.): Diese Neukombination erfolgte 2010. Sie kommt im brasilianischen Bundesstaat Pará vor.[4]
- Tabernaemontana bufalina Lour. (Syn.: Tabernaemontana annamensis Eberh. & Dubard, Tabernaemontana celastroides (Kerr) P.T.Li, Tabernaemontana ceratocarpa (Kerr) P.T.Li, Tabernaemontana chengkiangensis (Tsiang) P.T.Li, Tabernaemontana hainanensis (Tsiang) P.T.Li, Tabernaemontana jasminiflora Pit. nom. illeg., Tabernaemontana luensis Pierre ex Pit., Tabernaemontana microphylla Pit., Tabernaemontana pallida Pierre ex Pit. nom. illeg., Tabernaemontana subcapitata Wall.): Sie kommt in Kambodscha, Myanmar, Thailand, Vietnam und in den chinesischen Provinzen südliches Yunnan, Hainan, Guangxi sowie westliches Guangdong vor.[4][1]
- Tabernaemontana calcarea Pichon (Syn.: Tabernaemontana minutiflora Pichon): Sie kommt in Madagaskar vor.[4]
- Tabernaemontana capuronii Leeuwenb.: Dieser Endemit kommt in Madagaskar nur im Analalava Forest vor.[4]
- Tabernaemontana catharinensis A.DC. (Syn.: Tabernaemontana acuminata Müll.Arg, Tabernaemontana affinis Müll.Arg., Tabernaemontana albiflora Rojas Acosta, Tabernaemontana australis Müll.Arg., Tabernaemontana hilariana Müll.Arg., Tabernaemontana hybrida Hand.-Mazz., Tabernaemontana salicifolia Hand.-Mazz. nom. illeg.): Sie ist von Bolivien über Paraguay und Uruguay bis Brasilien und Argentinien verbreitet.[4]
- Tabernaemontana cerea (Woodson) Leeuwenb.: Sie kommt in Guayana, Suriname und Venezuela vor.[4]
- Tabernaemontana cerifera Pancher & Sebert: Sie kommt auf Neukaledonien vor.[4]
- Tabernaemontana chocoensis (A.H.Gentry) Leeuwenb.: Sie kommt in Kolumbien vor.[4]
- Tabernaemontana ciliata Pichon (Syn: Tabernaemontana anisophylla Pichon, Tabernaemontana callosa Pichon, Tabernaemontana cuneata Pichon, Tabernaemontana longituba Pichon, Tabernaemontana ochrascens Pichon): Sie kommt nur vom nördlichen bis nordöstlichen Madagaskar vor.[4]
- Tabernaemontana citrifolia L. (Syn.: Tabernaemontana citrifolia var. lanceolata (Miers) L.Allorge, Tabernaemontana lanceolata Miers, Tabernaemontana plumieri E.H.L.Krause): Sie kommt auf karibischen Inseln vor.[4]
- Tabernaemontana coffeoides Bojer ex A.DC. (Syn.: Tabernaemontana coffeifolia Bojer ex Baker orth. var., Tabernaemontana membranacea A.DC., Tabernaemontana modesta Baker): Sie kommt auf Madagaskar, den Komoren und den Seychellen vor.[4]
- Tabernaemontana columbiensis (L.Allorge) Leeuwenb.: Sie ist von Costa Rica und Panama über Kolumbien und Ecuador bis Peru verbreitet.[4]
- Tabernaemontana contorta Stapf: Sie kommt in Kamerun vor.[4]
- Tabernaemontana cordata Merr.: Sie kommt nur auf Mindanao vor.[4]
- Tabernaemontana coriacea Link ex Roem. & Schult. (Syn.: Tabernaemontana acutissima Müll.Arg., Tabernaemontana brachyantha Woodson nom. illeg., Tabernaemontana congesta Benth. ex Müll.Arg., Tabernaemontana luciliae Leeuwenb., Tabernaemontana prancei (L.Allorge) Leeuwenb., Tabernaemontana riedelii Müll.Arg., Tabernaemontana rubrostriolata Mart. ex Müll.Arg., Tabernaemontana submollis Mart. ex Müll.Arg., Tabernaemontana ulei K.Schum. nom. nud.): Sie kommt vom westlichen Brasilien bis Peru vor.[4]
- Tabernaemontana corymbosa Roxb. ex Wall. (Syn.: Tabernaemontana baviensis Pit., Tabernaemontana carinata Lütjeh. & Ooststr., Tabernaemontana chinensis Merr., Tabernaemontana continentalis (Tsiang) P.T.Li, Tabernaemontana cymulosa Miq., Tabernaemontana hirta Hook. f., Tabernaemontana inaequalifolia Lütjeh. & Ooststr., Tabernaemontana kwangsiensis (Tsiang) P.T.Li, Tabernaemontana kweichowensis (Tsiang) P.T.Li, Tabernaemontana laotica Pit., Tabernaemontana peninsularis (Kerr) P.T.Li, Tabernaemontana pubituba Merr., Tabernaemontana sumatrana (Miq.) Hallier f., Tabernaemontana sumatrana Merr. nom. illeg., Tabernaemontana tsiangiana P.T.Li, Tabernaemontana yunnanensis (Tsiang) P.T.Li): Sie ist vom südlichen China über Indochina bis zum westlichen Malesien verbreitet.[4]
- Tabernaemontana crassa Benth. (Syn.: Tabernaemontana durissima Stapf, Tabernaemontana jollyana Pierre ex Stapf, Tabernaemontana smithii Stapf, Tabernaemontana thonneri T.Durand & De Wild. ex Stapf): Sie ist vom tropischen Westafrika bis Angola verbreitet.[4]
- Tabernaemontana crassifolia Pichon: Sie kommt nur im nordöstlichen Madagaskar vor.[4]
- Tabernaemontana cumata Leeuwenb.: Sie kommt im brasilianischen Bundesstaat Amazonas vor.[4]
- Tabernaemontana cuspidata Rusby: Sie ist vom westlichen Südamerika bis zum westlichen Brasilien verbreitet.[4]
- Tabernaemontana cymosa Jacq. (Syn.: Tabernaemontana arcuata Ruiz & Pav., Tabernaemontana buchtienii H.J.P.Winkl., Tabernaemontana concinna (Miers) J.F.Macbr., Tabernaemontana mapirensis Rusby, Tabernaemontana psychotriifolia Kunth, Tabernaemontana psychotrioides G.Don orth. var., Tabernaemontana umbrosa Kunth): Sie ist von Trinidad und Tobago bis zum tropischen Südamerika verbreitet.[4]
- Tabernaemontana debrayi (Markgr.) Leeuwenb.: Sie kommt im nördlichen Madagaskar vor.[4]
- Tabernaemontana dichotoma Roxb. ex Wall. (Syn.: Tabernaemontana laurifolia Ker Gawl.): Sie kommt in Sri Lanka vor.[4]
- Tabernaemontana disticha A.DC.: Sie ist im tropischen Südamerika verbreitet.[4]
- Schmetterlingsgardenie (Tabernaemontana divaricata (L.) R.Br. ex Roem. & Schult., Syn.: Tabernaemontana citrifolia Lunan, Tabernaemontana coronaria (Jacq.) Willd., Tabernaemontana discolor Sw., Tabernaemontana flabelliformis (Tsiang) P.T.Li, Tabernaemontana gratissima Lindl., Tabernaemontana indica Roem. & Schult. nom. illeg., Tabernaemontana lurida Van Heurck & Müll.Arg., Tabernaemontana recurva Lindl., Tabernaemontana siamensis Warb. ex Pit.): Sie kommt im Himalaja, in Indochina und im südlichen Yunnan vor. Sie wird als Zierpflanze verwendet. Sie ist in vielen tropischen Gebieten ein Neophyt.[4]
- Tabernaemontana donnell-smithii Rose (Syn.: Tabernaemontana donnell-smithii var. costaricensis Donn.Sm.): Sie ist von Mexiko in Zentralamerika bis Panama verbreitet.[4]
- Tabernaemontana eglandulosa Stapf (Syn.: Tabernaemontana brachypoda K.Schum., Tabernaemontana chartacea Pichon, Tabernaemontana crispiflora K.Schum., Tabernaemontana latifolia (Stapf) Pichon nom. illeg.): Sie ist vom tropischen Westafrika bis ins nordöstliche Angola verbreitet.[4]
- Zierlicher Krötenbaum (Tabernaemontana elegans Stapf): Sie ist vom südlichen Somalia über Kenia, Tansania, Malawi, Mosambik, Simbabwe bis Südafrika verbreitet.[4]
- Tabernaemontana eubracteata (Woodson) A.O.Simões & M.E.Endress (Syn.: Stemmadenia eubracteata Woodson): Diese Neukombination erfolgte 2010. Sie kommt vom südlichen Mexiko über Guatemala und El Salvador bis Honduras vor.[4]
- Tabernaemontana eusepala Aug.DC.: Sie kommt nur im nordöstlichen Madagaskar vor.[4]
- Tabernaemontana eusepaloides (Markgr.) Leeuwenb.: Sie kommt nur im nordöstlichen Madagaskar vor.[4]
- Tabernaemontana flavicans Roem. & Schult. (Syn.: Tabernaemontana glabrata Mart. ex Miers, Tabernaemontana laevigata Mart. ex Müll.Arg., Tabernaemontana oblongifolia A.DC., Tabernaemontana olivacea Müll.Arg.): Sie ist im tropischen Südamerika verbreitet.[4]
- Tabernaemontana gamblei Subr. & A.N.Henry: Sie kommt im südlichen Indien vor.[4]
- Tabernaemontana glabra (Benth.) A.O.Simões & M.E.Endress (Syn.: Bignonia obovata Hook. & Arn. nom. illeg., Stemmadenia pubescens Benth., Tabernaemontana odontadeniiflora A.O.Simões & M.E.Endress, Stemmadenia obovata K.Schum. nom. superfl., Stemmadenia glabra Benth., Stemmadenia mollis Benth., Stemmadenia obovata var. mollis (Benth.) Woodson, Stemmadenia calycina Brandegee): Diese Neukombination erfolgte 2016. Die Art ist von Mexiko über Zentralamerika bis ins westliche Südamerika verbreitet.[4]
- Tabernaemontana glandulosa (Stapf) Pichon: Sie ist im westlichen und westlichen-zentralen tropischen Afrika verbreitet.[4]
- Tabernaemontana grandiflora Jacq.: (Syn.: Tabernaemontana riparia Kunth): Sie ist vom südlichen Costa Rica und Panama bis ins tropische Südamerika verbreitet.[4]
- Tabernaemontana granulosa Pit.: Sie kommt im südlichen Vietnam vor.[4]
- Tabernaemontana hallei (Boiteau) Leeuwenb.: Sie kommt im südlichen Kamerun und in Gabun vor.[4]
- Tabernaemontana hannae (M.Méndez & J.F.Morales) A.O.Simões & M.E.Endress (Syn: Stemmadenia hannae M.Méndez & J.F.Morales): Diese Neukombination erfolgte 2010. Die Art kommt in den mexikanischen Bundesstaaten Oaxaca sowie Chiapas und in Costa Rica vor.[4]
- Tabernaemontana heterophylla Vahl (Syn.: Tabernaemontana holothuria (Markgr.) Leeuwenb., Tabernaemontana stenoloba Müll.Arg., Tabernaemontana tenuiflora (Poepp.) Müll.Arg., Tabernaemontana urguiculata Rusby): Sie ist von Costa Rica und Panama bis ins tropischen Südamerika verbreitet.[4]
- Tabernaemontana humblotii (Baill.) Pichon: Sie kommt in Madagaskar vor.[4]
- Tabernaemontana hystrix Steud. (Syn.: Tabernaemontana bracteolaris Mart. ex Müll.Arg., Tabernaemontana collina Gardner, Tabernaemontana echinata Vell., Tabernaemontana fuchsiifolia A.DC., Tabernaemontana gaudichaudii A.DC., Tabernaemontana gracilis Müll.Arg. nom. illeg., Tabernaemontana gracillima (Miers) Pichon, Tabernaemontana lundii A.DC.): Sie kommt im westlichen-zentralen und östlichen Brasilien vor.[4]
- Tabernaemontana inconspicua Stapf (Syn.: Tabernaemontana trialata Pierre ex Stapf): Sie ist im westlichen-zentralen tropischen Afrika verbreitet.[4]
- Tabernaemontana laeta Mart. (Syn.: Tabernaemontana breviflora Müll.Arg., Tabernaemontana spixiana Mart. ex Müll.Arg., Tabernaemontana laeta var. densa Müll.Arg., Tabernaemontana laeta var. minor Müll.Arg., Tabernaemontana laeta var. pubiflora Müll.Arg.): Sie ist in Brasilien verbreitet.[4]
- Tabernaemontana lagenaria Leeuwenb.: Sie kommt in Peru, Brasilien und Französisch-Guyana vor.[4]
- Tabernaemontana laurifolia L. Miers (Syn.: Tabernaemontana frutescens Miers, Taberna laurina Miers): Sie kommt auf den Cayman Islands und auf Jamaika vor.[4]
- Tabernaemontana leeuwenbergiana J.F.Morales: Sie wurde 1999 aus Kolumbien erstbeschrieben.[4]
- Tabernaemontana letestui (Pellegr.) Pichon: Sie kommt in der Demokratischen Republik Kongo und in Gabun vor.[4]
- Tabernaemontana linkii A.DC. (Syn.: Tabernaemontana benthamiana Müll.Arg., Tabernaemontana multiflora Link ex Roem. & Schult. nom. illeg., Tabernaemontana myriantha Britton ex Rusby, Tabernaemontana stenantha Markgr.): Sie ist im tropischen Südamerika verbreitet.[4]
- Tabernaemontana litoralis Kunth (Syn.: Tabernaemontana laurifolia Schott ex Miers): Sie ist von Mexiko über Zentralamerika bis ins westliche Kolumbien verbreitet.[4]
- Tabernaemontana longipes Donn.Sm. (Syn.: Tabernaemontana chrysocarpa var. costaricensis (Markgr.) L.Allorge, Tabernaemontana costaricensis Markgr., Tabernaemontana gentryana L.Allorge, Tabernaemontana pendula Woodson): Sie ist von Nicaragua und Panama bis Kolumbien, Venezuela und Ecuador verbreitet.[4]
- Tabernaemontana lorifera (Miers) Leeuwenb. (Syn.: Tabernaemontana bicolor Klotzsch): Sie kommt von den Guyanas bis ins nördliche Brasilien vor.[4]
- Tabernaemontana macrocalyx Müll.Arg.: Sie kommt im tropischen Südamerika vor.[4]
- Tabernaemontana macrocarpa Jack: Sie kommt von Thailand bis zu den Philippinen vor.[4]
- Tabernaemontana markgrafiana J.F.Macbr.: Sie kommt von Panama bis ins tropische Südamerika vor.[4]
- Tabernaemontana maxima Markgr.: Sie kommt von Kolumbien bis Venezuela und im nördlichen Brasilien vor.[4]
- Tabernaemontana mixtecana L.O.Alvarado & Juárez-Jaimes: Die 2012 erstbeschriebene Art kommt im mexikanischen Bundesstaat Oaxaca vor.[4]
- Tabernaemontana mocquerysi Aug.DC.: Sie kommt nur in Madagaskar vor.[4]
- Tabernaemontana muricata Link ex Roem. & Schult.: Sie kommt im brasilianischen Bundesstaat Amazonas vor.[4]
- Tabernaemontana oaxacana (L.O.Alvarado) A.O.Simões & M.E.Endress: Sie kommt im mexikanischen Bundesstaat Oaxaca vor.[4]
- Tabernaemontana ochroleuca Urb.: Sie kommt im westlichen Jamaika vor.[4]
- Tabernaemontana odoratissima (Stapf) Leeuwenb.: Sie kommt von der östlichen Demokratischen Republik Kongo bis ins tropische Ostafrika vor.[4]
- Tabernaemontana oppositifolia (Spreng.) Urb.: Sie kommt in Puerto Rico, in Trinidad und in Tobago vor.[4]
- Tabernaemontana ovalifolia Urb.: Sie kommt im westlichen Jamaika vor.[4]
- Tabernaemontana pachysiphon Stapf: Sie kommt im tropischen Afrika vor.[4]
- Tabernaemontana palustris Markgr.: Sie kommt von Kolumbien bis Venezuela und im nördlichen Brasilien vor.[4]
- Tabernaemontana panamensis (Markgr., Boiteau & L.Allorge) Leeuwenb.: Sie kommt von Panama bis Ecuador vor.[4]
- Tabernaemontana pandacaqui Poir. (Syn.: Tabernaemontana orientalis R.Br.): Sie kommt vom südlichen China bis zu den Inseln im Pazifischen Ozean vor.[4]
- Tabernaemontana pauciflora Blume: Sie kommt in Myanmar, Malaysia, Thailand, Kambodscha, Vietnam, Sumatra, Borneo und Java vor.[4]
- Tabernaemontana pauli (Leeuwenb.) A.O.Simões & M.E.Endress: Sie kommt in Costa Rica vor.[4]
- Tabernaemontana peduncularis Wall.: Sie kommt in Thailand, Malaysia, Myanmar, Kambodscha und Vietnam vor.[4]
- Tabernaemontana penduliflora K.Schum.: Sie kommt von Nigeria bis zum südlichen Sudan vor.[4]
- Tabernaemontana persicariifolia Jacq.: Sie kommt auf Mauritius und Réunion vor.[4]
- Tabernaemontana peschiera ined. (Syn.: Peschiera albiflora Miq.): Sie kommt vom nördlichen Südamerika bis ins nördliche Brasilien vor.[4]
- Tabernaemontana phymata Leeuwenb.: Sie kommt im nördlichen Madagaskar vor.[4]
- Tabernaemontana polyneura (King & Gamble) D.J.Middleton: Sie kommt auf der Malaiischen Halbinsel vor.[4]
- Tabernaemontana psorocarpa (Pierre ex Stapf) Pichon: Sie kommt im westlichen und im westlich-zentralen tropischen Afrika vor.[4]
- Tabernaemontana remota Leeuwenb.: Sie kommt auf Sulawesi und im südöstlichen Neuguinea vor.[4]
- Tabernaemontana retusa (Lam.) Pichon: Sie kommt im nördlichen und östlichen Madagaskar vor.[4]
- Tabernaemontana robinsonii (Woodson) A.O.Simões & M.E.Endress: Sie kommt vom südlichen Nicaragua bis Kolumbien vor.[4]
- Tabernaemontana rostrata Wall.: Sie kommt vom südöstlichen Bangladesch bis zu den Philippinen vor.[4]
- Tabernaemontana rupicola Benth.: Sie kommt im tropischen Südamerika vor.[4]
- Tabernaemontana salomonensis (Markgr.) Leeuwenb.: Sie kommt auf den Salomonen vor.[4]
- Tabernaemontana salzmannii A.DC.: Sie kommt im östlichen Brasilien vor.[4]
- Tabernaemontana sambiranensis Pichon: Sie kommt im nördlichen Madagaskar vor.[4]
- Tabernaemontana sananho Ruiz & Pav.: Sie kommt im tropischen Südamerika vor.[4]
- Tabernaemontana sessilifolia Baker: Sie kommt in Madagaskar vor.[4]
- Tabernaemontana simulans (J.F.Morales & Q.Jiménez) A.O.Simões & M.E.Endress: Sie kommt vom südlichen Costa Rica bis zum nordwestlichen Panama vor.[4]
- Tabernaemontana siphilitica (L.f.) Leeuwenb.: Sie kommt im tropischen Südamerika vor.[4]
- Tabernaemontana solanifolia A.DC.: Sie kommt in Brasilien vor.[4]
- Tabernaemontana sphaerocarpa Blume: Sie kommt von Java bis zu den Molukken vor.[4]
- Tabernaemontana stapfiana Britten: Sie kommt von Uganda bis zum südlichen tropischen Afrika vor.[4]
- Tabernaemontana stellata Pichon: Sie kommt im nordwestlichen und südwestlichen Madagaskar vor.[4]
- Tabernaemontana stenoptera (Leeuwenb.) A.O.Simões & M.E.Endress: Sie kommt nur im mexikanischen Bundesstaat Colima vor.[4]
- Tabernaemontana stenosiphon Stapf: Sie kommt in São Tomé vor.[4]
- Tabernaemontana ternifolia D.J.Middleton: Sie kommt nur auf Palawan vor.[4]
- Tabernaemontana thurstonii Horne ex Baker: Sie kommt in Fidschi vor.[4]
- Tabernaemontana tomentosa (Greenm.) A.O.Simões & M.E.Endress: Sie kommt in Mexiko vor.[4]
- Tabernaemontana undulata Vahl (Syn.: Tabernaemontana albescens Rusby, Tabernaemontana meyeri G.Don, Tabernaemontana obliqua (Miers) Leeuwenb., Tabernaemontana perrottetii A.DC.): Sie ist von Costa Rica und Panama bis ins tropische Südamerika weitverbreitet.[4]
- Tabernaemontana vanheurckii Müll.Arg.: Sie kommt vom westlichen Südamerika bis Brasilien (Acre) vor.[4]
- Wald-Krötenbaum (Tabernaemontana ventricosa Hochst. ex A.DC.): Sie kommt im tropischen und im südlichen Afrika vor.[4]
- Tabernaemontana venusta (J.F.Morales) A.O.Simões & M.E.Endress: Sie kommt im mexikanischen Bundesstaat Oaxaca vor.[4]
- Tabernaemontana wullschlaegelii Griseb.: Sie kommt in Jamaika vor.[4]

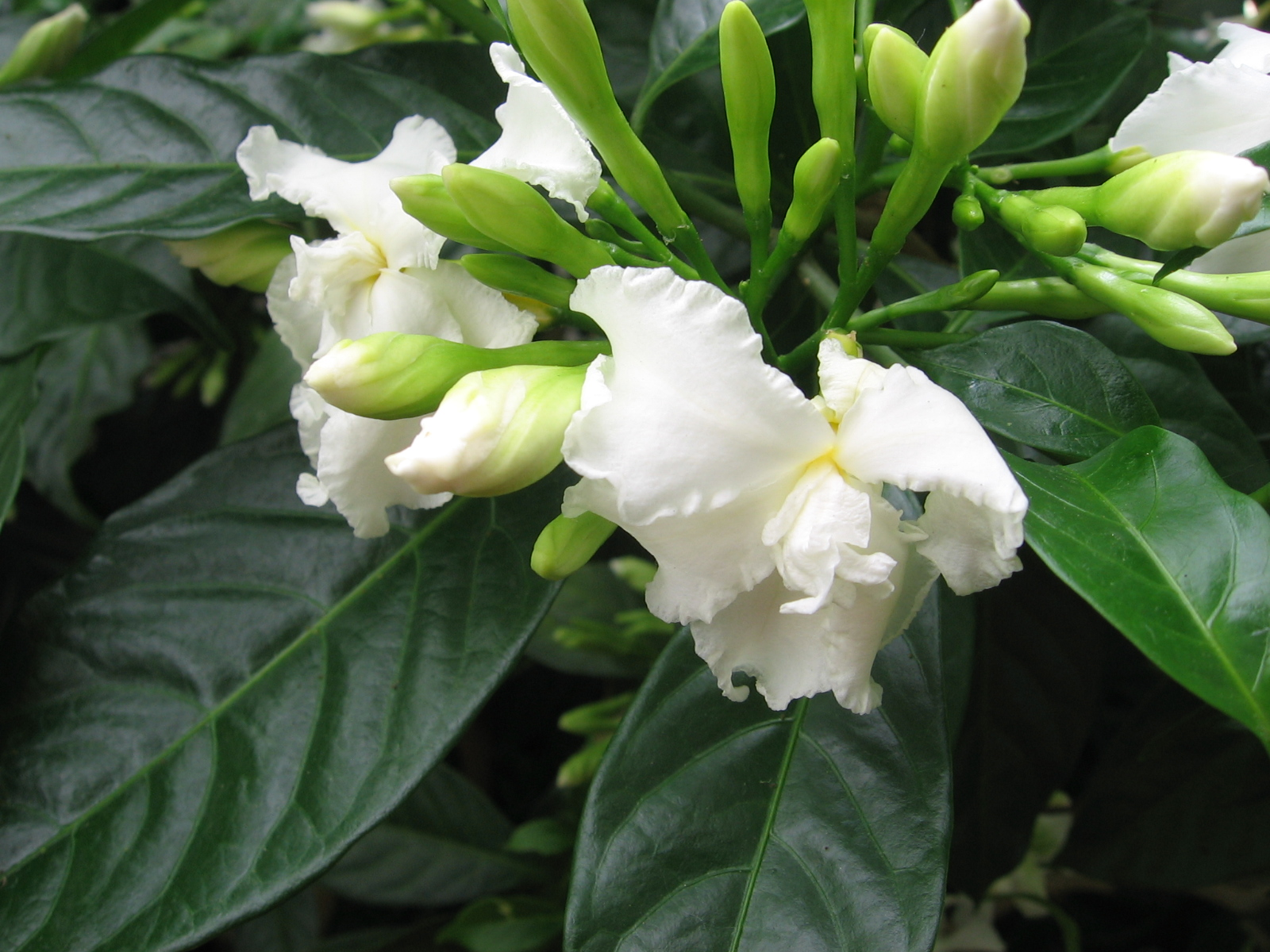
Gefülltblühende Sorte ‘Flore Plena’ von Tabernaemontana divaricata

## Nutzung
Besonders die gefülltblühende Sorte von Tabernaemontana divaricata wird als Zierpflanze in Parks und Gärten der frostfreien Gebieten und als Kübelpflanze in Gebieten mit Frösten verwendet.